# Военно-морской флот

Герб Военно-морских сил Португалии, которые были созданы 12 декабря 1317 года и являются старейшими из ныне существующих в мире

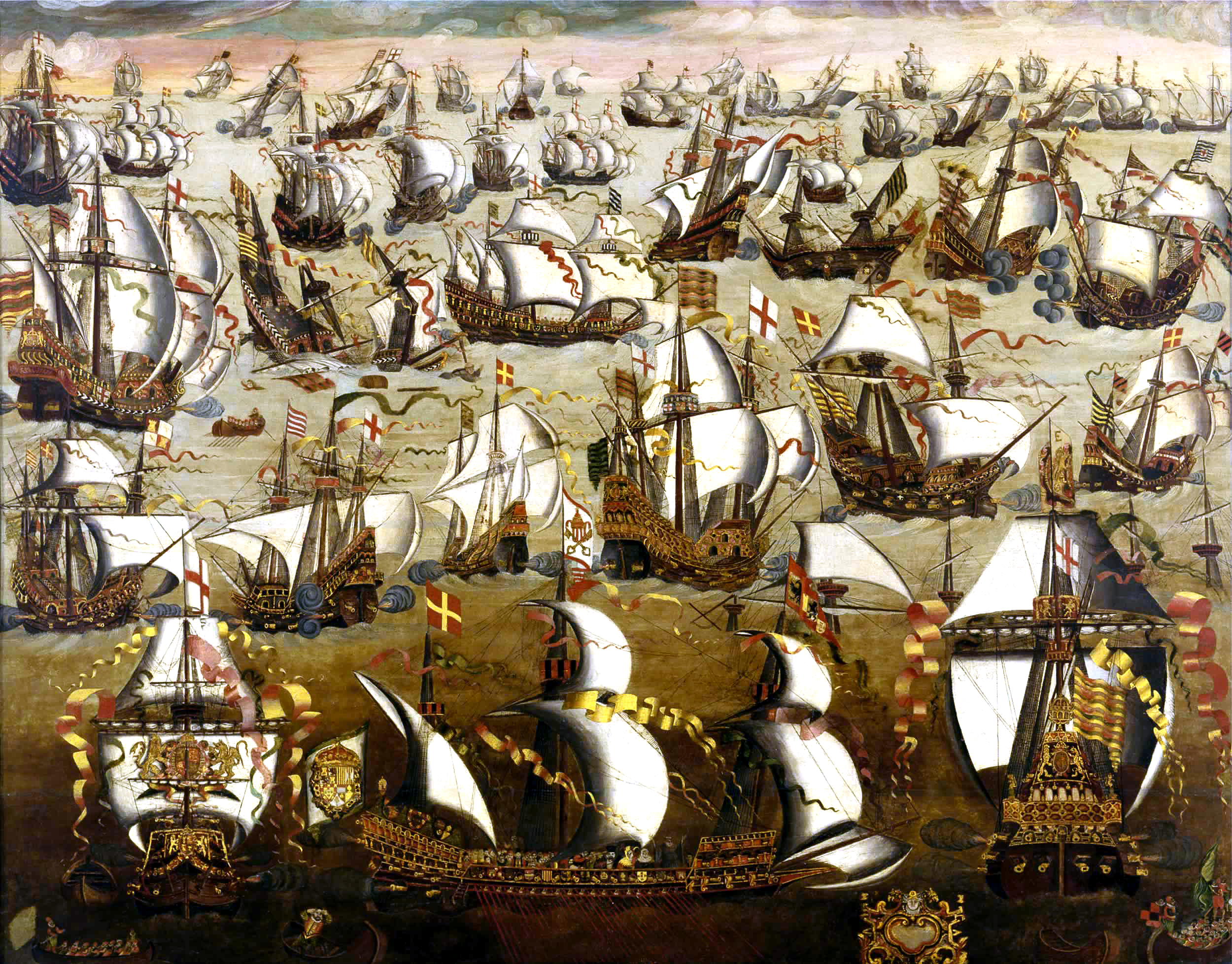
Непобедимая армада — корабли военно-морских сил Испанского королевства.
Картина неизвестного художника XVI века

Вое́нно-морско́й флот (или сокращённо ВМФ в СССР, после в РФ; во всех прочих странах  — вое́нно-морски́е си́лы, сокращённо ВМС) — вид вооружённых сил, который предназначен для решения стратегических и оперативных задач на океанском и морском театрах военных действий.
Современные ВМФ (ВМС) располагают возможностями наносить ядерный удар по важным наземным объектам противника, уничтожения сил его флота в море и на военно-морских базах, нарушать и срывать океанские и морские перевозки, завоёвывать господство в морских и океанских районах, помогать сухопутным войскам в осуществлении операций на континентальных театрах военных действий, проводить оборону своих морских и океанских перевозок, высаживать морские десанты.
ВМФ (ВМС) решает свои задачи как проведением операций самостоятельно, так и в совместных усилиях с другими видами вооружённых сил.
Отличительными свойствами современных ВМФ (ВМС) являются:
- высокая мобильность;
- большая автономность;
- способность действовать в любых районах Мирового океана;
- постоянная боевая готовность и высокая боевая устойчивость его подводных сил и авианосных группировок.

В ВМФ (ВМС) ведущих держав мира сосредоточена существенная ракетно-ядерная мощь.

## Применение термина «военно-морские силы»
Термин «военно-морские силы» является синонимом военно-морского флота.
В русскоязычных источниках, начиная с советской поры, касательно вида вооружённых сил, предназначенных для ведения боевых действий на морских и океанских просторах всех остальных государств кроме Российской Федерации (ранее кроме СССР), применяется термин «военно-морские силы».
Согласно утверждённому в 2011 году сводному глоссарию совета «Россия-НАТО» было принято, что английское определение naval forces (также используется navy), следует переводить на русский язык как «военно-морские силы» и использовать на русском языке только к иностранным государствам. Применительно к России следует использовать определение «военно-морской флот (ВМФ РФ)»:

navy — In Russian, ‘ВМФ’ refers only to the Navy of the Russian Federation, whereas ‘ВМС’ refers to all other navies. The Navy of the Russian Federation has a Baltic Fleet, a Northern Fleet, a Black Sea Fleet, a Pacific Fleet and a Caspian Flotilla. Also called naval forces
1. военно-морские силы (ВМС);
2. Военно-Морской Флот (ВМФ РФ)
1. О ВМС иностранных государств.
2. В состав Военно-Морского Флота России входят Балтийский, Северный, Черноморский и Тихоокеанский флоты, а также Каспийская флотилия.— «Сводный глоссарий Совета Россия–НАТО по сотрудничеству». 2011 год. стр.239
Согласно онлайн-справочнику по терминологии на портале Министерства обороны РФ, термин «военно-морские силы» (ВМС) относится к иностранным государствам.
Для Вооружённых сил РФ применяется определение «военно-морской флот».
Военно-морской флот СССР в период с 28 марта 1924 года по 30 декабря 1937 года именовался как «Военно-морские силы рабоче-крестьянской Красной армии», а в период с 25 февраля 1950 года по 15 марта 1953 года именовался как «Военно-морские силы СССР».
Также термином «военно-морские силы» обозначается национальная (от одного государства), либо союзная (от нескольких государств) группировка сил, выделенная для решения поставленных боевых задач в установленном районе океанского или морского театра.

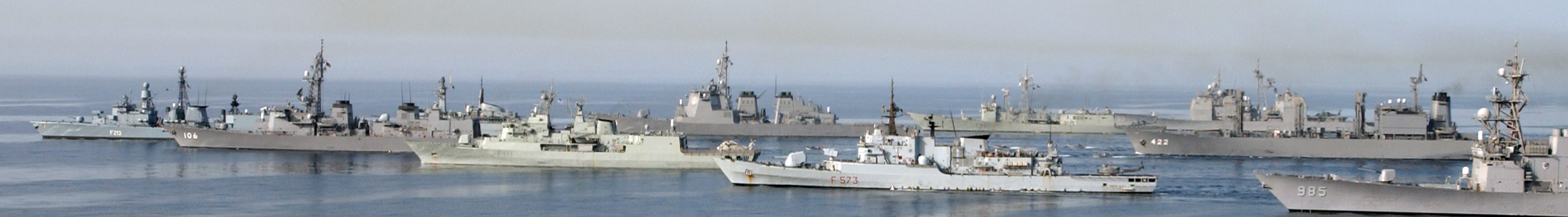
Корабли военно-морских сил союзной многонациональной группировки «Объединенная оперативная группа 150».
Группировка образована кораблями от 33 государств и решает вопросы безопасного судоходства в районе Персидского залива

## История

### До нашей эры

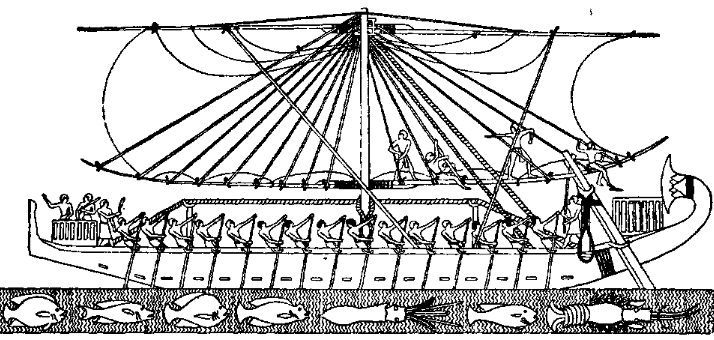
Египетский мореходный корабль XV в. до н. э. Прорись барельефа из заупокойного храма Хатшепсут в Дейр-эль-Бахри

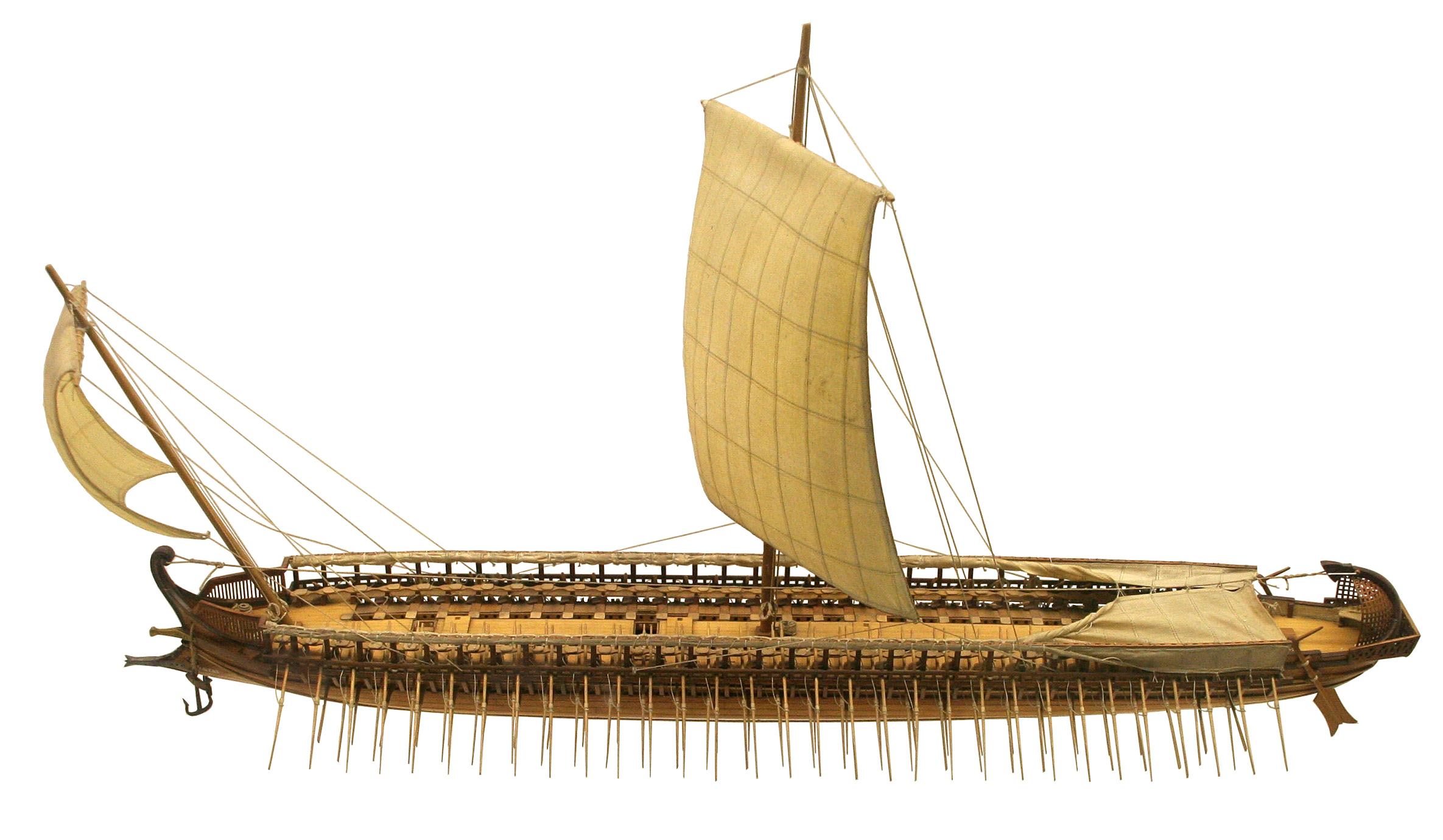
Модель греческой триремы — основной тип боевого корабля в античных государствах Средиземноморья

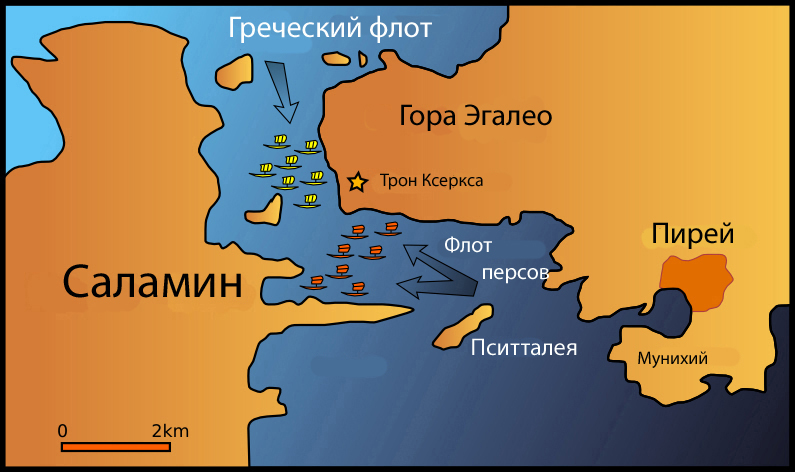
Карта Саламинского сражения 482 года до н. э., в котором сошлись флот союзных греческих государств под управлением Фемистокла и персидский флот Ксеркса

Развитие ВМФ датируется с античной поры. В Древнем Египте, Древней Греции, Древнем Риме и Древнем Китае первоначально строились торговые суда, а после чего начали строиться и военные (гребные) корабли. Главными способами борьбы на море в то время являлись таран и абордаж. Позже на вооружение кораблей стали поступать метательные машины — баллисты и катапульты. Морской тактикой гребных кораблей стал бой с использованием метательного оружия и последующим абордажем или тараном вражеских кораблей.
Древнейшими свидетельствами о применении кораблей в военных целях, служат египетские рукописи конца XXV века до нашей эры, в которых содержится описание похода египетских войск на восток против бедуинов. В частности описывается проведение морской десантной операции на юге Палестины, где проходила граница Древнего Египта. Сохранились артефакты изображающие использование флота египетских кораблей для рекогносцировки, переброски и высадки войск датированные началом XVI века до нашей эры. При фараоне Сети I (1290—1279) и Рамзес II (1279—1212), а также Нехо II (609—594 гг. до н. э.), были созданы военные флоты на Красном и Средиземном морях, чему способствовали финикийцы поставлявшие лес. При Априи (588—569 гг. до н. э.) велись морские войны с жителями Тира и Египет смог обложить данью города на Кипре. В истории военных флотов египетский флот большого значения не имел, поскольку он не защищал торговые и морскую торговлю в целом.
Для античности до V века до н. э. характерной чертой было отсутствие регулярного флота во многих государствах. Военный флот создавался в основном только на время военных действий и завоевательных походов. Так в 513 году до н. э. персидский правитель Дарий I организовал поход против скифов. Поскольку практики мореплавания у персов той эпохи не существовало, они организовали военный флот в 600 кораблей силами покорённых народов живущих на побережье Средиземного моря.
С V века до н. э. началось кардинальное изменение в использовании военных флотов. Флоты в военных действиях стали действовать совместно с сухопутными войсками. С этого периода и начинается развитие морской стратегии и тактики. В первую очередь во всех средиземноморских флотах была достигнута некая стандартизация вооружения, заключавшаяся в переходе большинства флотов на однотипное гребное судно. Таковым была выбрана трирема — гребное судно с тремя рядами вёсел с каждой стороны. Водоизмещение триремы было около 60 тонн. Экипаж составлял 225 человек из которых 174 были гребцами. Основной причиной качественного изменения применения военных флотов в этот период, по мнению военно-морского историка адмирала Альфред Штенцеля стала долгая череда военных конфликтов между греками и персами, начавшаяся в 500 году до н. э.. Данные конфликты вынудили воюющие стороны выработать рациональную тактику и стратегию военных действий на море и заняться вопросами организации военного флота.
В последующем к 400 году до н. э. в военном флоте Карфагена появились корабли с четырьмя рядами вёсел (квадриремы), на которые перешли греческие государства только к 330 году до н. э.. Увеличение количества вёсел добавляло кораблю скорость и делало его более маневренным в бою.
В 483 году до н. э. было начато создание первого в мировой истории военного флота на постоянной основе. Греческий правитель Фемистокл представил Афинам свой проект закона о создании флота, как главного инструмента в противостоянии Персии. Сумев убедить граждан Афин в необходимости финансирования проекта, за два года ему удалось создать флот на 200 трирем и с личным составом в 40 000 человек.
В сентябре 480 года до н. э., произошло самое масштабное до нашей эры морское Саламинское сражение. В нём впервые в истории античности в морском сражении приняли участие более полутора тысяч кораблей. Со стороны союзных греческих государств был выставлен флот в 380—400 кораблей. Персы со своей стороны выставили флот в 1 200 кораблей, который был собран за счёт покорённых государств Средиземноморья (египтяне, финикийцы, карийцы, киликийцы, малоазийские греки и другие). Сражение закончилось разгромом персидского флота.
По сути организаторские способности Фемистокла создавшего мощный военный флот, помогли спасти союз греческих государств. Фемистокл в создании военного флота не ограничивался постройкой кораблей и подготовкой экипажей. Он также уделял внимание пунктам базирования флота — занимался обустройством гаваней и судостроительных верфей. Фемистокл заложил законодательно закреплённую исполнительную государственную систему, которая занималась подбором экипажей кораблей, выплатой жалованья служащим, кадровыми вопросами и всем необходимым финансированием военного флота.
В последующем военные флота на постоянной основе были созданы в Древнем Риме, Карфагене и в Древнем Египте. Крупные морские сражения часто происходили при Пунических войнах между флотами Древнего Рима и Карфагена.

### I—XVI века

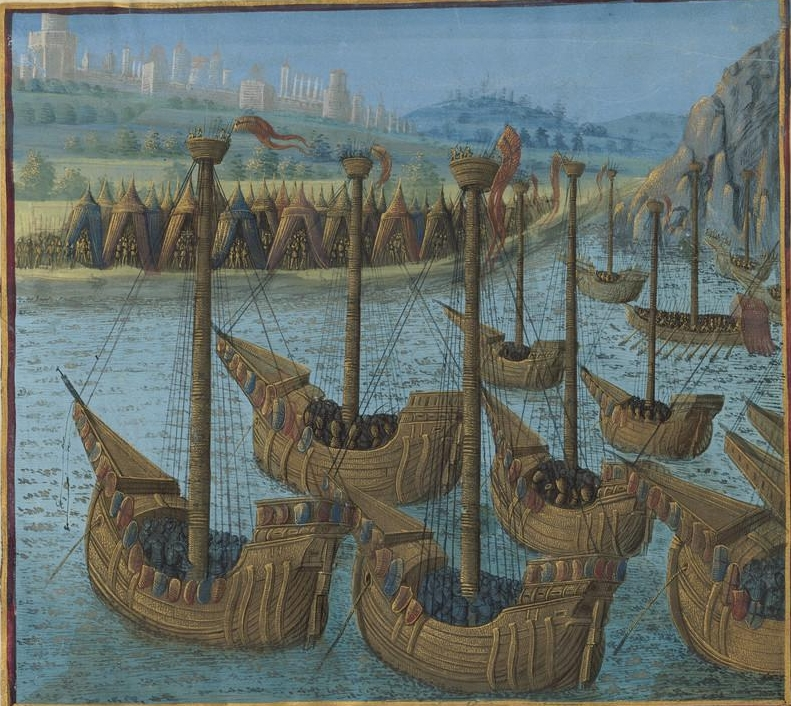
Флот крестоносцев на парусных нефах у стен Византии. Миниатюра Жана Коломба из книги Себастьена Мамро «Походы французов в Утремер» (1474)

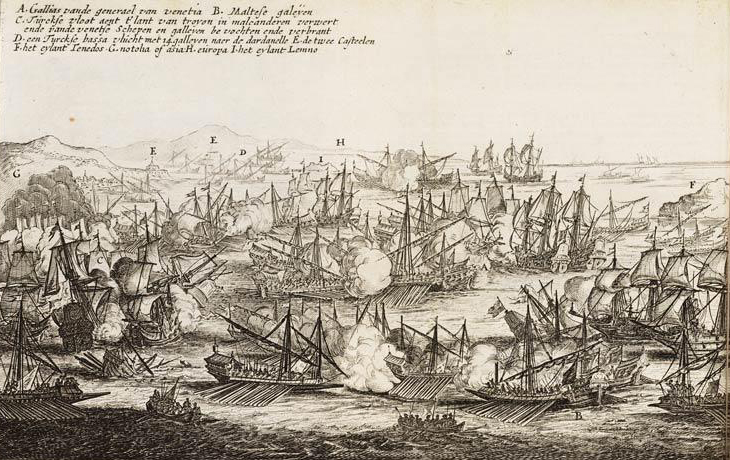
Битва флота Венецианской республики с флотом Османской империи при Дарданеллах 26 июня 1656 года.
Картина художника Питера Кастелейна. 1657 год

Герб Морской пехоты Испании — старейшей в мире.
Создана 27 февраля 1537 года

С наступлением нашей эры и до XVI века, основу военно-морских сил всех государств, как и в античности, составляли гребные корабли, на которых примитивное парусное вооружение несло только вспомогательную функцию движителя.
В начале нашей эры крупные военные флота на постоянной основе создавали Римская Империя и Византия. Есть исторические сведения о наличии в 467 году у Византии флота из 1100 кораблей, с личным составом в 100 000 человек. В организационном порядке военный флот Византии был разделён на 18 флотских отрядов готовых действовать на выделенных участках морского побережья Чёрного и Средиземного морей.
У восточных славян прообраз военного флота зародился в VI—VII веках. Группы кораблей восточных славян совершали походы по Чёрному и Средиземному морям. Новгородские мореходы плавали в Балтийском море и ходили на архипелаг Грумант (ныне Шпицберген), Новую Землю и в Карское море.
В X—XII веках в ряде средиземноморских стран, а также у англосаксов, норманнов и датчан появились парусные суда. Первоначально полностью парусные суда появились в XI веке у Венецианской и Генуэзской республик (нефы). Они имели приподнятые нос и корму и борта выше чем у гребных кораблей. Их водоизмещение доходило до 600 тонн.
В период с XI по XV века большой толчок в развитии военного флота таких средиземноморских государств как Пизанская республика, Генуэзская республика и Венецианская республика дали крестовые походы. Так для Первого крестового похода Венеция выставила в 1098 году флот из 207 кораблей (80 галер, 55 небольших военных судов и 72 транспорта). В ходе Четвёртого крестового похода в 1203 году Венеция собрала для объединённой группировки крестоносцев военный флот из 500 судов (из них 300 новых галер) и армию в 40 000 человек.
В XIV веке был создан первый в истории современных государств регулярный военный флот, который существует и поныне. 12 декабря 1317 года португальский король Диниш I своим указом создал военный флот, во главе которого им был назначен адмирал Мануэль Пессанья, уроженец Генуэзской республики. В 2017 году ВМС Португалии отметили 700-летие своей истории.
К XV веку в некоторых государствах появляются первые образцы регулярного флота с мобилизационными резервами. Так в Венеции на 1472 год постоянный флот состоял из 45 галер с 11 000 человек экипажа, а на случай войны при мобилизации флот мог быть увеличен в 4 раза.
В 1546 году король Англии Генрих VIII создал Морской совет — государственное учреждение, задачей которого стал контроль за строительством и функционированием военно-морских сил. Данное учреждение сохранилось до нынешних времён как Адмиралтейство. Также Генрих VIII основал сословие командиров и начальников для военно-морских сил — корпус морских офицеров.
В XVI веке в Испании была создана первая в истории морская пехота, как составная часть военного флота, которая существует и поныне. Она была образована 27 февраля 1537 года в правление Карла I, который своим указом приписал Неаполитанские старые морские роты (исп. Compañías Viejas del Mar de Nápoles) к Средиземноморским галерным эскадрам (исп. Escuadras de Galeras del Mediterráneo).
В период с XV по XVI века в военно-морских силах государств начинается переход от гребных судов к парусным судам. Полный переход в основном завершился к середине XVII века. Этому способствовали разработка и применение более сложного парусного вооружения, а также увеличение его площади, которое позволяло быстро передвигаться не только в направлении ветра или под углом к нему, но и галсами против него. Также гребные корабли были ограничены по водоизмещению, что затрудняло переходы через океан. Переход на парусное вооружение позволил сократить экипажи кораблей, поскольку большую его часть ранее составляли гребцы.
С появлением пороха в европейских странах, основным оружием парусных кораблей становится артиллерия. Первые случаи в которых упоминается употребление артиллерии на кораблях — относятся к началу XIV века.

### XVI—XVII века

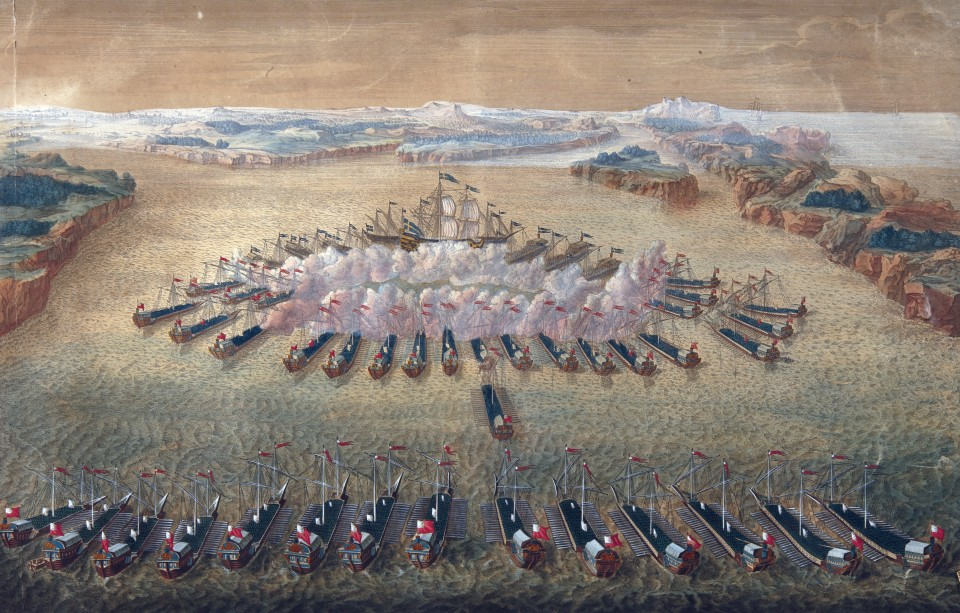
Гангутское сражение произошедшее 27 июля (7 августа) 1714 года между русским и шведским флотами.
Гравюра Маврикия Бакуа

XVI—XVII века характеризуются созданием военных флотов на постоянной основе во многих европейских государствах. К таковым относятся Англия, Франция, Испания и Голландия. К началу XVIII века, в целях рациональной организации военно-морских сил вводится разделение кораблей на ранги и классы, которые отображают уровень водоизмещения корабля, количество пушек и численность экипажа.
В Западной Европе, в первой половине XVII века, появилось первое учебное заведение для подготовки офицерских кадров для военно-морских сил. Таковым стало морское училище для дворян созданное кардиналом Ришельё, которому в 1626 году король Людовик XIII передал всю полноту решений по вопросам строительства военно-морских сил Франции.
В указанный период сложилась организация парусного флота (организация военно-морских сил), в которой корабли стали подразделяться на эскадры, состоявшие из авангарда, центра и арьергарда.
В XVII веке в организации военно-морских сил появился новый тип формирования — дивизия кораблей. Первые дивизии кораблей были созданы в парусных флотах Великобритании, Нидерландов и Франции. Одна дивизия представляла собой треть от эскадры кораблей.
Основная тактика морского боя парусными флотами сводилась к построению кораблей в кильватерную колонну (линию баталии), с занятием наветренного положения относительно кораблей противника, с последующим сближением с ними и их уничтожением огнём своей артиллерии. При отсутствии результата в артиллерийской дуэли, бой переходил к абордажному контакту.
В России военный флот на постоянной основе (регулярный флот) был создан по указу Петра Первого в 1696 году.
Первым флотским соединением стал Азовский флот. Для решения вопросов строительства военного флота, в том же 1696 году Петром Первым был создан государственный орган управления военно-морскими силами — Корабельный приказ (впоследствии Адмиралтейский приказ). С началом строительства военно-морских сил в Российской империи, стал заметен систематический подход Петра Первого по многим аспектам. К созданию военного флота были привлечены иностранные специалисты как кораблестроители так и военные моряки, были созданы учебные заведения и учебные соединения кораблей, создавалось множество верфей. К примеру в учебной эскадре из более чем двух десятков кораблей, в числе 82 старших морских офицеров наблюдался следующий национальный состав: 19 русских, 23 англичанина, 17 датчан и норвежцев, 13 голландцев, 5 немцев и офицеры других национальностей.

### XVIII—XIX века

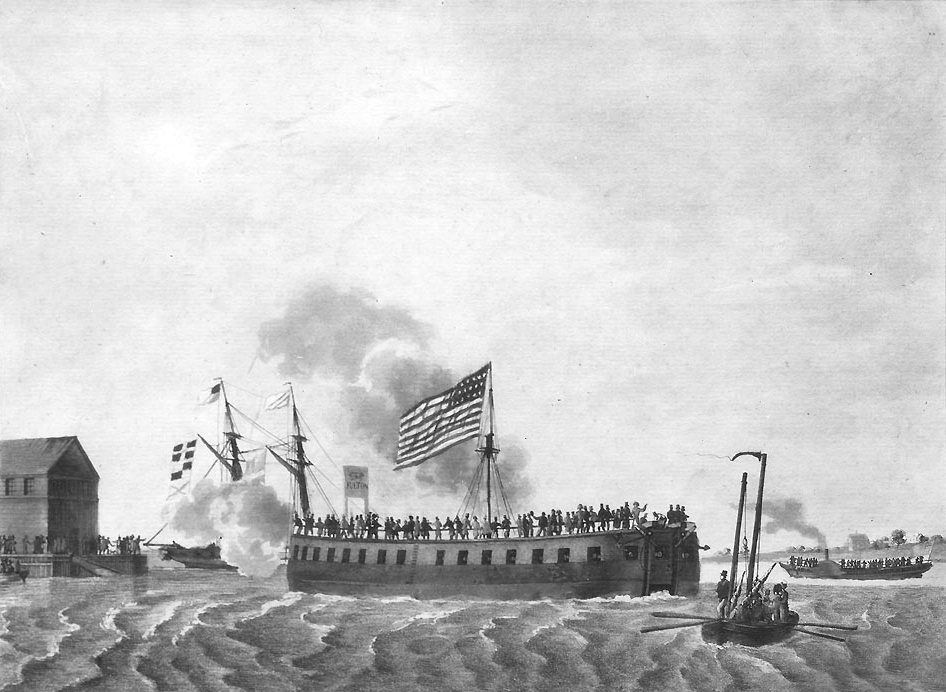
Плавучая батарея «Демологос» — первый в истории военный паровой корабль.
1814 год

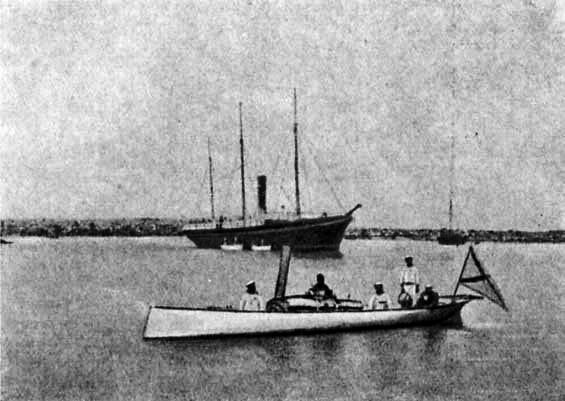
Минный катер «Чесма» на фоне судна-носителя, миноносца «Великий князь Константин».
Конец XIX века

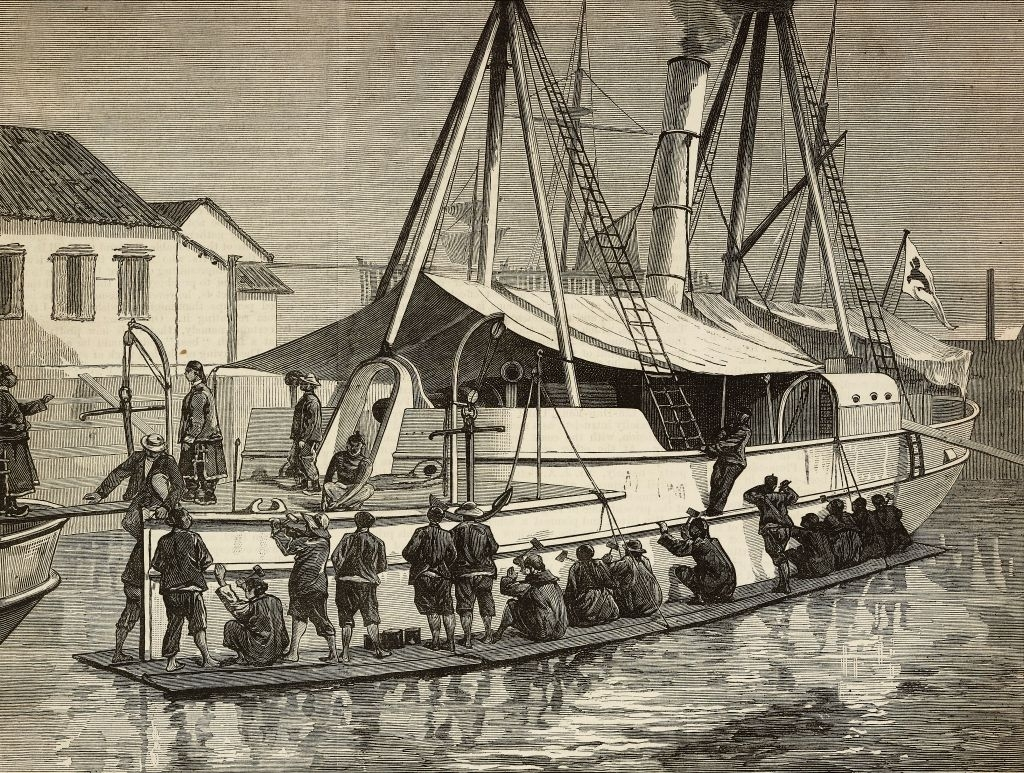
Ремонт китайской канонерской лодки в Шанхае.
Гравюра в британской газете 1883 года

В ходе Северной войны 1700—1721, Россия закрепилась на балтийском побережье и в относительно короткий срок был создан Балтийский флот. Этот флот сыграл большую роль в окончательной победе над Швецией и позволил России войти в число крупных морских держав. Опыт ведения боевых действий флота был обобщён в Морском уставе 1720 года.
Новаторством в российском флоте стало внедрение маневренной тактики, в которую входил охват головы колонны (линии баталии) противника, прорезание его строя, концентрация превосходящих сил против флагманских кораблей противника.
Во 2-й половине 18 века развитие промышленности, науки и техники дало большую возможность улучшить конструкцию корпусов кораблей, их парусное и артиллерийское вооружение. У линейных кораблей водоизмещение возросло 1000—2000 до 3000—4000 тонн, число орудий возросло до 120—135. В корабельной артиллерии произошла замена бронзовых орудий на чугунные, что позволило увеличить скорострельность до 1 выстрела в 3 минуты, а дальность стрельбы выросла с 300 метров до 600.
С изобретением паровых машин в начале 19 века, в военном флоте появились паровые боевые корабли с гребными колёсами. Первенство здесь принадлежит США, который спустил на воду построенный в 1814—1815 годах плавучую батарею «Демологос». В Российской империи первыми паровыми кораблями с артиллерийским вооружением «Метеор» в 1825 году на Черноморском флоте и «Ижора» в 1826 году на Балтийском флоте. Во Франции в 1832 были спущены на воду пароходы-фрегаты «Гомер» в 1852 году «Наполеон» (1852), которые имели паровую машину и парусное вооружение.
В 1848 в Российской империи вошёл в строй винтовой фрегат «Архимед» с паросиловой установкой. В этот же период на вооружение военных флотов Российской империи, Франции и других держав поступили бомбические орудия, которые метали ядра с пороховым зарядами (фугасного действия), что кроме нанесения повреждений корпусу корабля также поражал осколками её команду и вызывал сильные пожары на корабле.
После Крымской войны 1853—1856 годов практически все морские державы пошли на перевооружение с парусных кораблей на паровые броненосные корабли. Главной ударной силой военного флота стали броненосцы. Артиллерия броненосца могла насчитывать до 30 орудий калибром от 37 мм до 305 мм.
В 1877 году вступил в строй российский броненосец «Петр Великий» с водоизмещением 9700 тонн, созданный по проекту адмирала А. А. Попова.
Одновременно со строительством парового флота происходило внедрение нарезной корабельной артиллерии, которая позволяла стрелять на большие дистанции с высокой точностью.
В 70-х годах 19-го века на вооружении военных флотов появились принципиально новые образцы как мины и торпеды, что повлекло за собой создание новых типов военных кораблей как минный заградитель и миноносец. Одновременно применение мин и торпед потребовало увеличить для крупных кораблей требования к живучести и непотопляемости, что выразилось в таких конструктивных нововведениях как деление корпуса на отсеки, усиление элементов конструкции ниже ватерлинии, установке двойного дна.
В Восточной Азии, в таких государствах как Китай и Япония, военно-морские силы начали создаваться только после силового воздействия европейских держав и США, преследовавших интересы развития своей торговли.
Толчком для Китая стала Первая опиумная война 1840—1842 годов. Для Японии таким событием стало открытие японских портов в 1854 году, которое произошло под силовым давлением эскадры американских боевых кораблей под начальством коммодора Перри. За этим последовали неоднократные интервенции на побережье Японии военно-морских экспедиций от Англии, Франции, Голландии и США. По окончании гражданской войны в Японии в 1868 году, власти страны взяли курс на повышение обороноспособности государства, которое также включало в себя создание современных военно-морских сил.
Китай по опыту противостояния в первой опиумной войне, где хорошо вооружённым европейским военным кораблям противостояли рыболовецкие и торговые джонки, также пошёл по пути приобретения современных боевых кораблей. К началу китайско-французской войны 1883—1886 годов, в военный флот Китая было сведено: 4 крейсера, 4 авизо, 3 канонерки, 9 военных джонок, 7 паровых катеров и 3 большие шлюпки с шестовыми минами, а также большое количество брандеров. Несколько броненосцев было заказано Китаем для производства на германских верфях. Однако по требованию властей Франции, данные броненосцы не были переданы Китаю к началу войны.
К началу китайско-японской войны (1894—1895), обе страны основательно подготовили свои военно-морские силы. Китай к тому времени закупил большое число броненосцев изготовленных в Великобритании и в Германии. Япония тем временем наращивала темпы собственного кораблестроительства. Оба государства, которые за полвека до этого практически не имевшие военно-морских сил смогли создать следующие военные флота:
- Военно-морские силы Цинской империи — 4 эскадры из 80 кораблей (в числе которых 40 миноносцев) с личным составом в 9 000 человек;
- Военно-морские силы Японской империи — 70 кораблей (в числе которых 40 миноносцев), с личным составом в 7 000 человек.

### Начало XX века

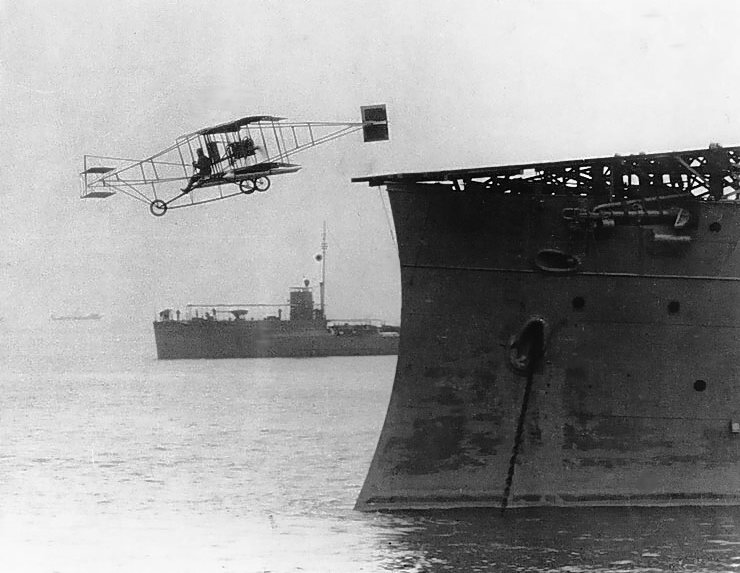
Взлёт пилота Юджина Эли с борта американского крейсера «Бирмингем» — первый шаг в истории создания палубной авиации.
14 ноября 1910 года

После русско-японской войны 1904—1905 годов, в составе флотов появились линейные корабли (линкоры), на которые была возложена главная роль в вооружённой борьбе на морских просторах. Линкоры постоянно модернизировались, что заключалось в увеличении количества артиллерийских орудий, их дальнобойности и скорострельности (до 2 выстрелов в минуту), улучшении бронирования, увеличении скорости хода.
Первым линейным кораблём стал «Дредноут» построенный в Великобритании. В числе самых мощных линкоров того периода были российские линкоры типа «Севастополь», на которые впервые были установлены 4 башни с тремя орудиями калибра 305 мм в каждой.
В связи с уделением большого внимания роли торпедного оружия в морском бою и его совершенствования, в составе военных флотов появился новый тип кораблей как эскадренный миноносец (эсминец).
Для разведывательных целей, противодействию эсминцам противника и действий на морских коммуникациях, во многих державах начали строиться лёгкие крейсера.

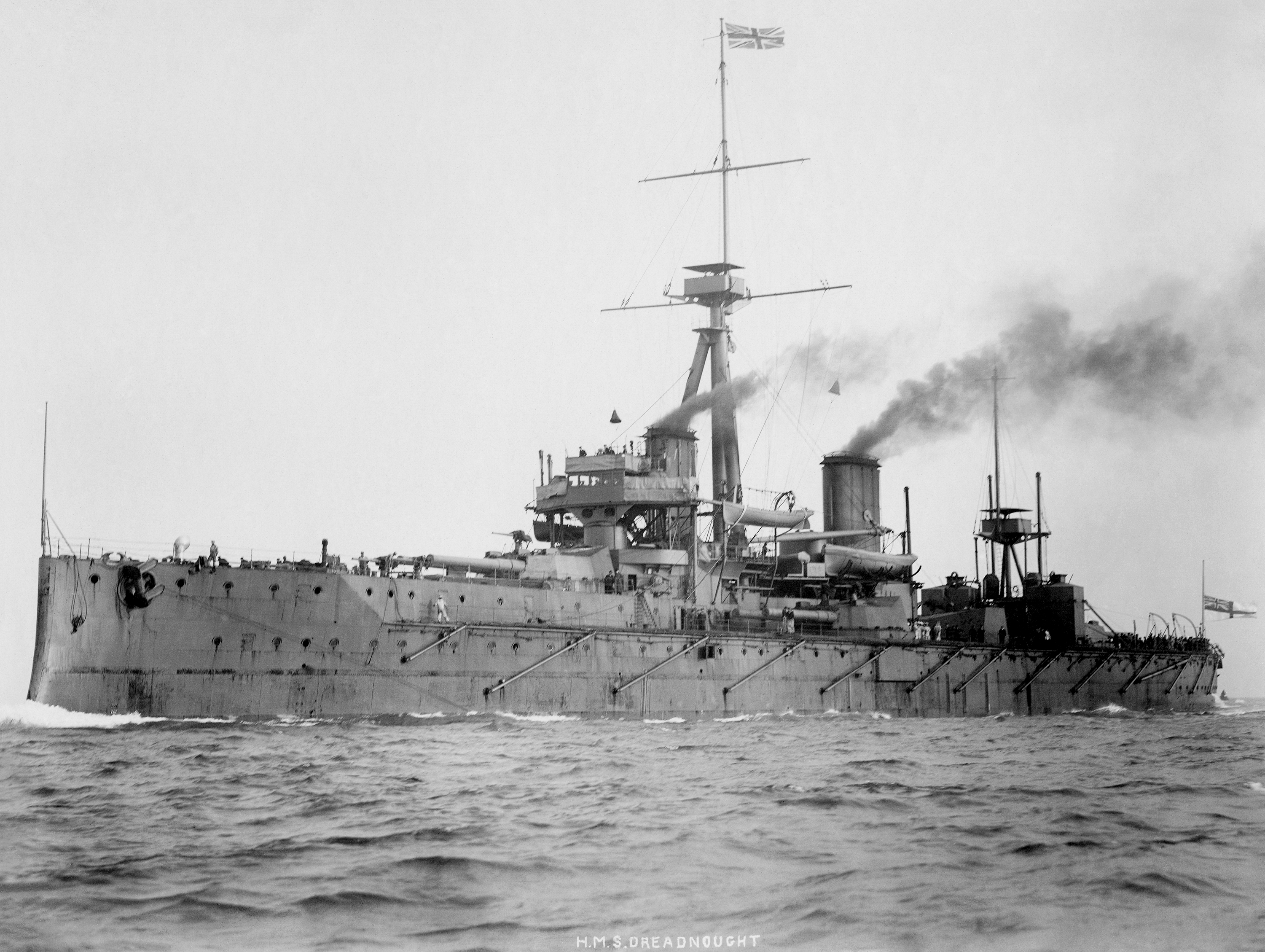
Первый в мире линейный корабль — «Дредноут» ВМС Великобритании.
1906 год

Применение мин потребовало введение нового класса кораблей, которые должны были бороться с минной угрозой. Так появился такой новый тип кораблей как тральщик. Первые тральщики были созданы в российском флоте в период с 1908 по 1912 годы. В некоторых флотах для тех же целей (траление мин) первоначально использовались рыболовецкие суда с малой посадкой.
Технический прогресс в конструкции двигателей внутреннего сгорания, электромоторов, аккумуляторных батарей и перископов, позволил в начале XX века перейти к массовому строительству подводных лодок. Первоначально они в большинстве стран использовались для борьбы с надводными кораблями в прибрежных водах и в разведывательных целях.
Непосредственно перед первой мировой войной в ряде держав началось строительство гидросамолётов, которые должны были действовать в интересах военных флотов. Это стало началом для создания такого рода сил в составе военно-морского флота как морская авиация.
Первыми прообразами будущих авианосцев стали гидрокрейсеры и авиатранспорты, которые в некоторых державах начали создавать перед Первой мировой войной для транспортировки, спуска на воду и подъема на палубу гидросамолетов. В Российском императорском флоте имелись гидрокрейсеры ЧФ «Император Николай I», «Император Александр I», гидроавиатранспорт БФ «Орлица», которые после принимали активное участие в боевых действиях.

### Первая мировая война

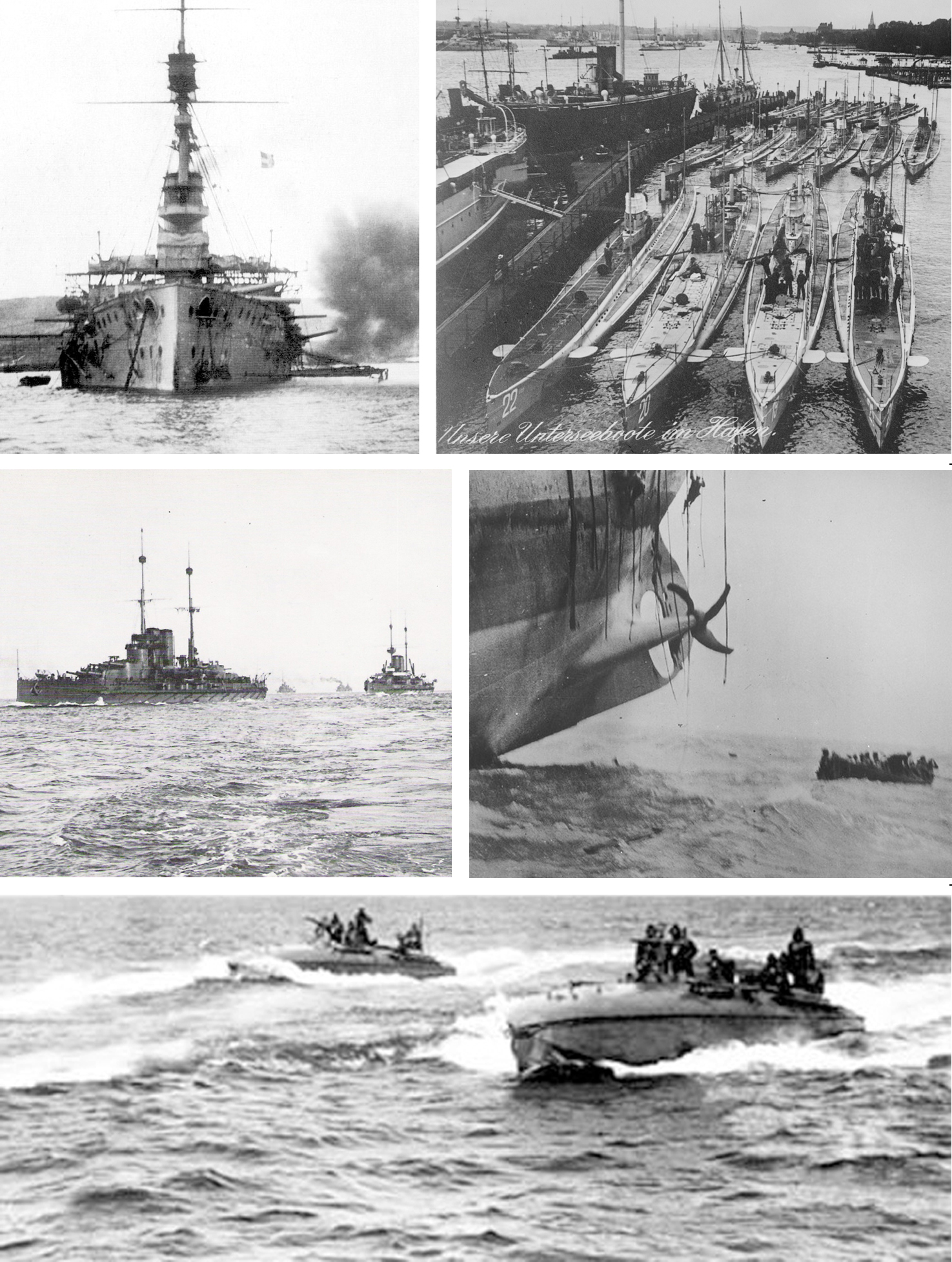
События Первой мировой войны на море.
На фото по часовой стрелке сверху слева:
1.) залп линкорна «Корнуоллис» в проливе Дарданеллы. 1915 год; 2.) стоянка немецких подводных лодок в Киле. 1914 год; 3.) спасательная шлюпка отходит от корабля союзников, пораженного немецкой торпедой. 1917 год; 4.) два итальянских торпедных катера на завершающем этапе войны; 5.) маневры Австро-венгерского флота с линкором «Тегетгоф» на переднем плане

В боевом применении военно-морского флота до начала Первой мировой войны непререкаемой считалась теория господства на море. В теории оно должно было достигаться в генеральном сражении крупных линейных сил флотов и проведением морской блокады баз и портов противника. В Российской империи уклон делался на ведение оборонительных действий на заранее подготовленных минно-артиллерийских позициях в узкостях и на подходах к базам.
| Классы кораблей             | Великобритания | Франция | Россия | Италия | Германия | Австро-Венгрия |
| --------------------------- | -------------- | ------- | ------ | ------ | -------- | -------------- |
| Линкоры и линейные крейсера | 69             | 21      | 9      | 3      | 41       | 12             |
| Крейсера                    | 82             | 24      | 14     | 16     | 44       | 10             |
| Эсминцы и миноносцы         | 225            | 81      | 66     | 33     | 153      | 18             |
| Подводные лодки             | 76             | 38      | 15     | 19     | 28       | 6              |

В целом исход Первой мировой войны 1914—1918 годов решался на континентальных театрах военных действий. Однако противостояние сторон на океанских и морских театрах оказало серьёзное влияние на ход военных действий. Прежде всего это показали результаты активности германских подводных лодок на морских коммуникациях противника, а также последовавшей затем блокаде флотом Великобритании побережья Германии.
В боевых действиях на море были использованы сотни кораблей, подводных лодок и самолётов (на заключительном этапе войны).
Участие линкоров в боевых действиях было ограничено из-за угрозы торпедных атак со стороны подводных лодок и возросшей минной опасности.
Линейные крейсера, имевшее бронирование слабее чем у линкоров, не оправдали своё назначение, в связи с чем их строительство было прекращено. Более широко в ходе войны использовались лёгкие крейсера, чьё водоизмещение к концу войны выросло до 8000 тонн а скорость до 30 узлов (55,5 км/ч) и более. Также кораблями универсального назначения были признаны эсминцы, которые были наиболее многочисленными в составе флотов. Их водоизмещение к концу войны выросло до 2000 тонн а скорость выросла до 38 узлов (70 км/ч).
Дальнейшее развитие тральщиков выразилось в их разделении по типам: эскадренные (быстроходные), базовые и катера-тральщики.
Большой вклад подводных лодок в боевые действия на океанском и морском театре, выделил их в отдельный род сил военно-морского флота, который был способен решать не только тактические но и оперативные задачи.
Также в ходе Первой мировой войны появились такие новые типы военных кораблей как сторожевые корабли и торпедные катера. Впервые в истории на боевых действиях на море стала использоваться морская авиация, самолёты и автожиры которой вели разведку, наносили бомбовые удары по кораблям и базам противника, вели корректировку огня кораблей.
В годы Первой мировой войны началось зарождение авианосцев как нового класса боевых кораблей. Первым кораблём, имеющим отличительные признаки авианосца, стал линкор «Фьюриес», на котором в начале 1917 года была установлена в носовой части взлётно-посадочная площадка, а в начале 1918 года на корме построена площадка для посадки самолётов с небольшим ангаром под ней. В июле 1918 года с борта «Фьюриеса» были совершены первые боевые вылеты самолётов. Во второй половине 1918 года в Великобритании было завершено переоборудование под авианосцы гражданских товарно-пассажирских пароходов, получившего название «Аргус», которые получили сплошную полётную палубу с надстройкой островного типа и имели аэрофинишёр.
К окончанию Первой мировой войны военно-морской флот превратился в вид вооружённых сил, который объединял в себе соединения и части надводных кораблей, подводных лодок, авиации и морской пехоты, при доминирующем значении надводных кораблей.

### Межвоенный период

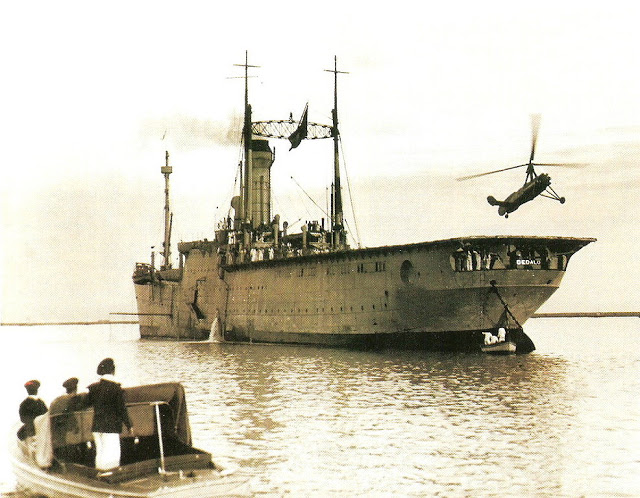
Взлёт автожира Cierva C.30
с испанского авианосца «Дедало». 1934 год

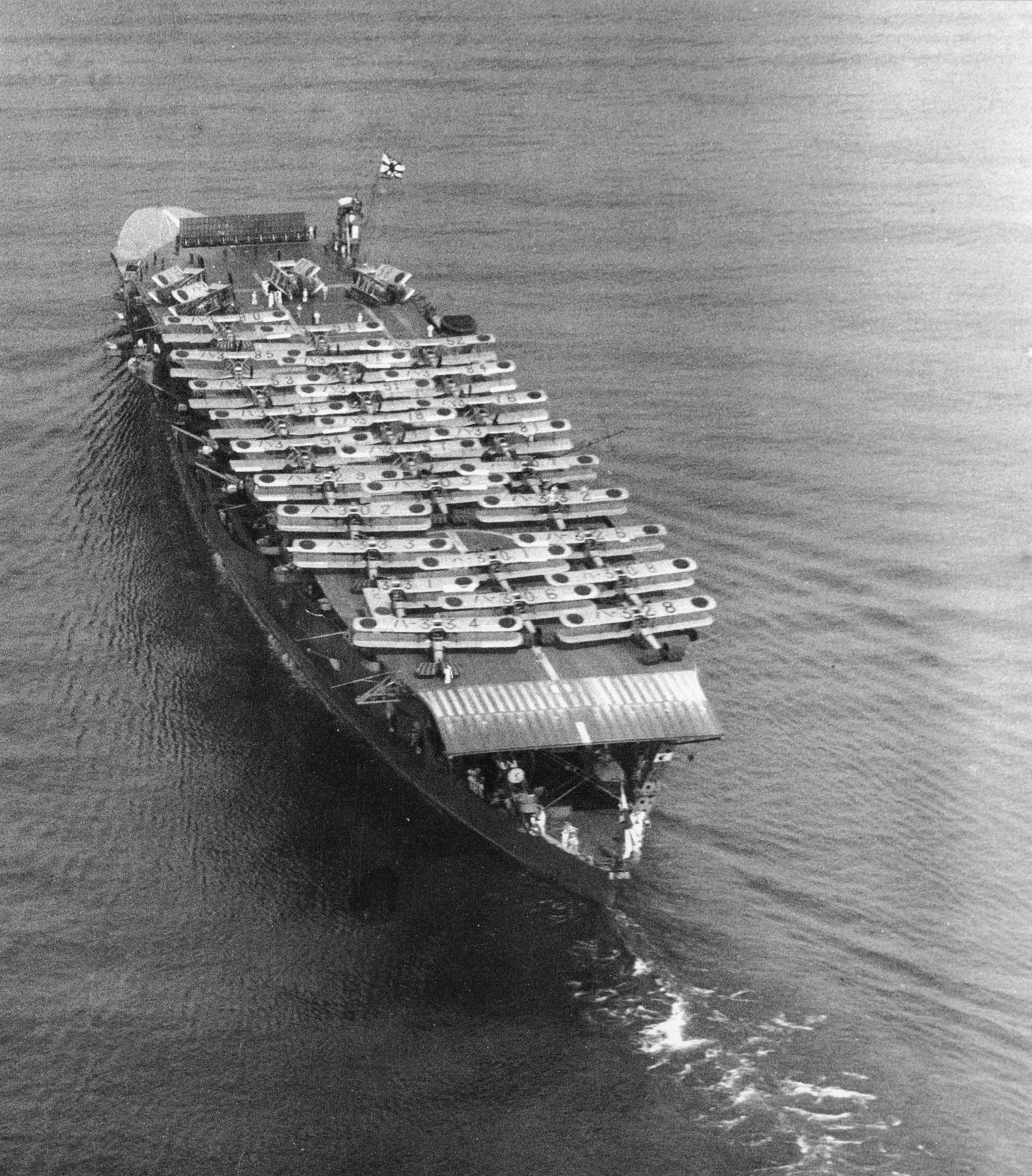
Японский авианосец «Акаги» с самолётами Mitsubishi B1M и Mitsubishi B2M на палубе.
1934 год

В межвоенный период (1918—1939) в военно-морских флотах разных держав предпочтение как и прежде отдавалось постройке линкоров. Остальные типа кораблей как авианосцы, крейсера и эсминцы и другие, должны были обеспечивать действия линкоров.
С середины 1930-х годов Япония, США и Великобритания перешли к серийному производству авианосцев. Также наращивался выпуск крейсеров, эсминцев, подводных лодок и торпедных катеров.
В морской авиации появились новые рода сил такие как бомбардировочная авиация, минно-торпедная авиация, разведывательная авиация и истребительная авиация.
Корабли получали усовершенствованное артиллерийское и торпедное вооружение, появились первые образцы неконтактных мин, противолодочного оружия, устройства для радиолокации и гидролокации.
Накануне Великой Отечественной войны в состав ВМФ СССР входили кроме надводных кораблей и подводных лодок ещё более 2 500 самолётов морской авиации и 260 батарей береговой артиллерии.

### Вторая мировая война

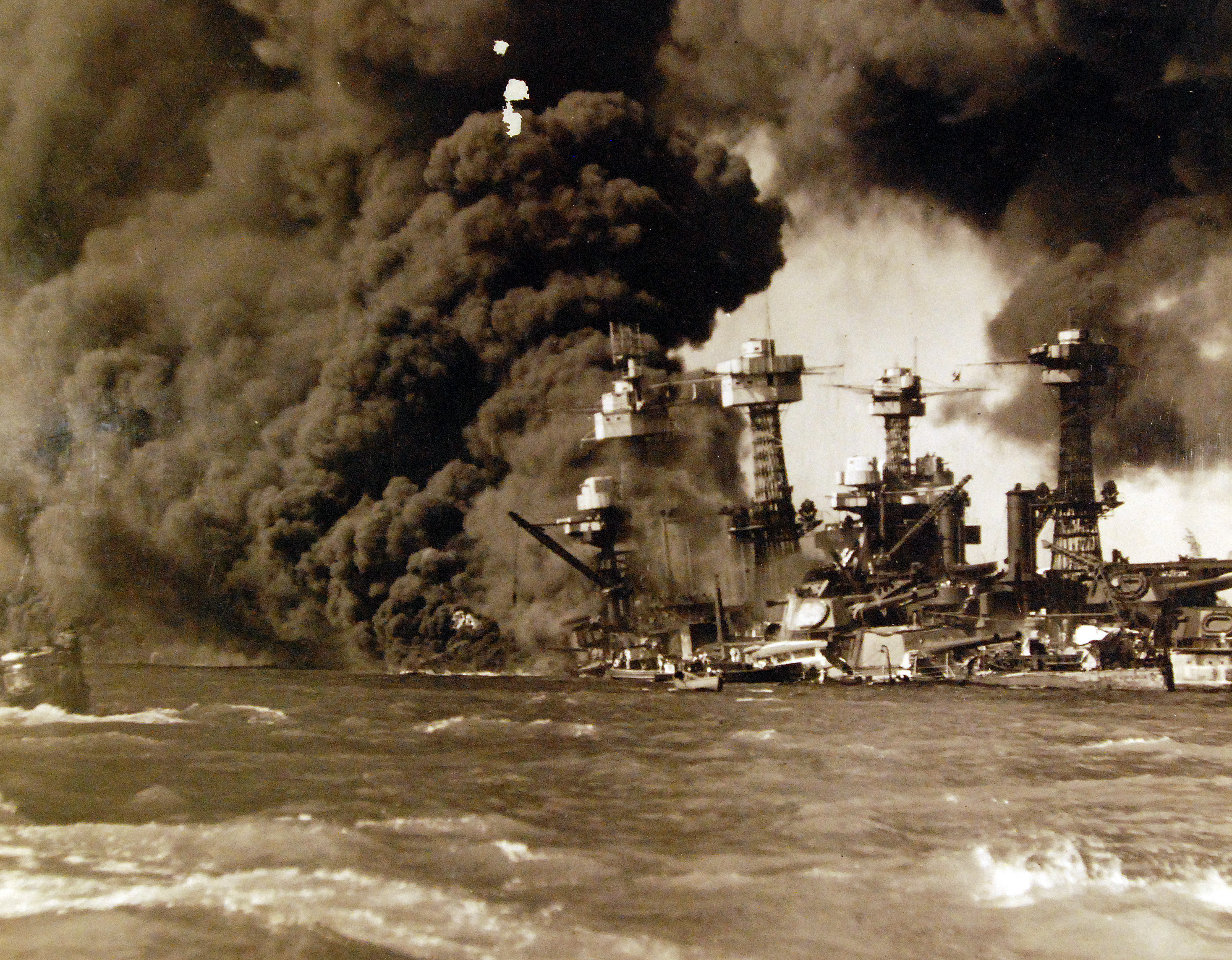
Тонущие и горящие корабли ВМС США. Последствия нападения палубной авиации ВМС Японской империи на крупнейшую военно-морскую базу Перл-Харбор.
7 декабря 1941 года

В ходе Второй мировой войны размах боевых действий на море значительно вырос.
От разных воюющих государств в них приняли участие свыше 6 000 кораблей и судов десятки тысяч самолётов. Боевые действия велись во всех океанах. За годы войны было проведено 36 крупных морских операций.
| Классы кораблей             | Великобритания | Франция | США | Германия | Италия | Япония | СССР |
| --------------------------- | -------------- | ------- | --- | -------- | ------ | ------ | ---- |
| Линкоры и линейные крейсера | 15             | 7       | 15  | 2        | 4      | 10     | 3    |
| Авианосцы                   | 7              | 1       | 6   | —        | —      | 6      | —    |
| Крейсера                    | 64             | 19      | 36  | 11       | 22     | 35     | 8    |
| Эсминцы и миноносцы         | 184            | 70      | 181 | 37       | 128    | 121    | 54   |
| Подводные лодки             | 58             | 77      | 99  | 57       | 105    | 56     | 212  |

В ходе войны линкоры уступили авианосцам роль главной ударной силы. Большое развитие получила морская авиация — как палубная так и наземного базирования.
Существенную роль в боевых действиях на море отводилась подводным лодкам, которые в основном противодействовали судоходству противника и были эффективны в борьбе с его крупными надводными кораблями.
За время Второй мировой войны подводные лодки потопили в общей сложности:
- 192 боевых корабля — в их числе:
  - 14 линкоров;
  - 20 крейсеров;
  - 36 эсминцев;
  - более 30 подводных лодок
  - более 5 800 транспортных судов.

Общее водоизмещение потопленных подводными лодками судов превысило 14 000 000 тонн. За этот же время всеми воюющими флотами было утеряно 265 подводных лодок.
Для борьбы с подводными лодками противника применялись надводные корабли, морская авиация, подводные лодки и минное оружие.
В годы войны существенно повысилась значимость и масштабы морских десантных операций. К примеру США и Великобритания осуществили в годы войны более 600 морских десантов из которых более 30 являлись оперативного и стратегического масштабов. В составе флотов стали использоваться корабли ПВО.
В ходе планирования боевых действий на море, большое значение придавалось скрытности подготовки операции, тщательной разведке, стремительности манёвра, обеспечению господства в воздухе в районе проведения операции.
Вторая мировая война показала что цели вооружённой борьбы на море можно достичь только координацией усилий разнородных сил военно-морского флота при их тесном взаимодействии.

### Послевоенный период

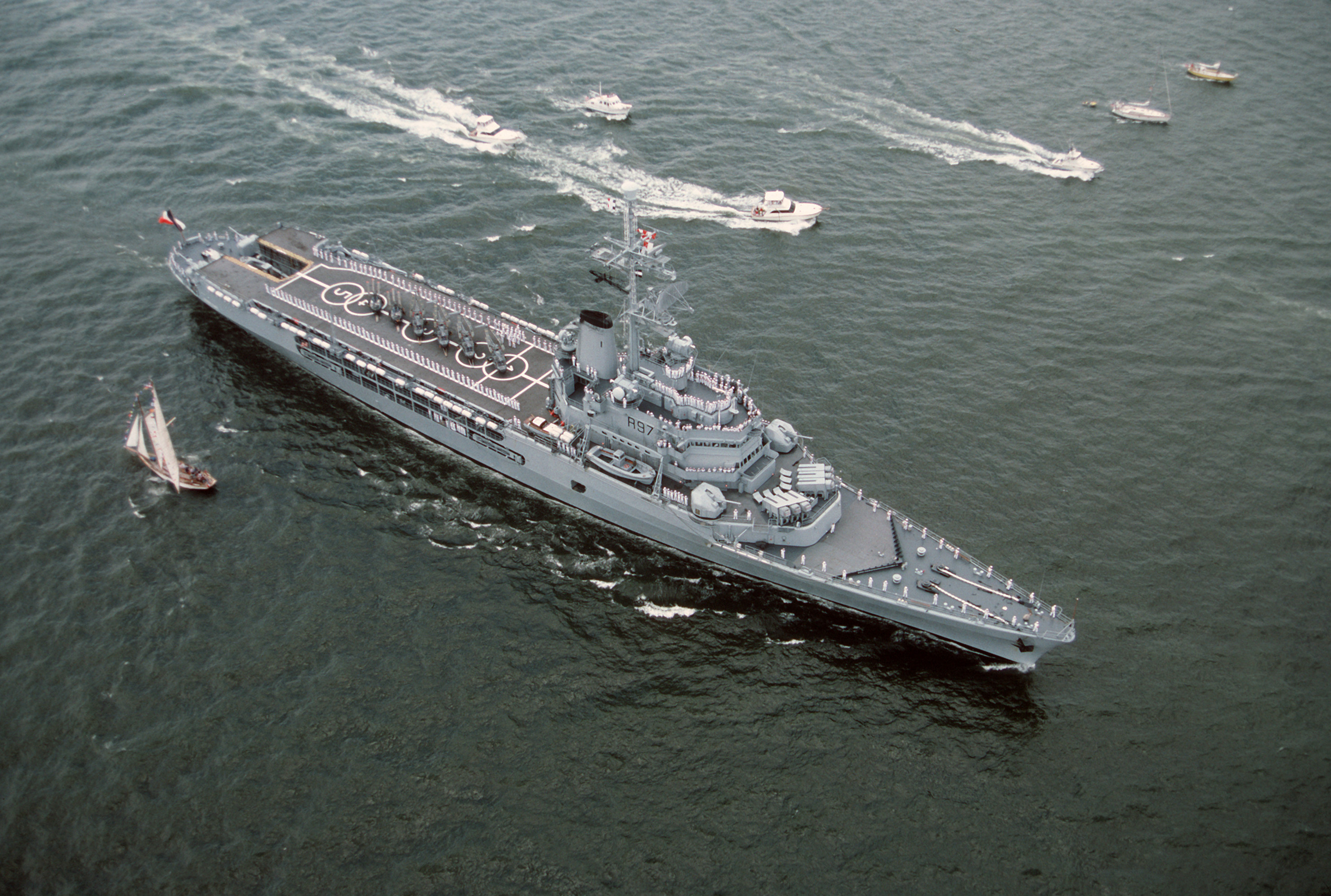
Первый в мире противолодочный вертолётоносец «Жанна д’Арк».
Введён в строй в 1961 году

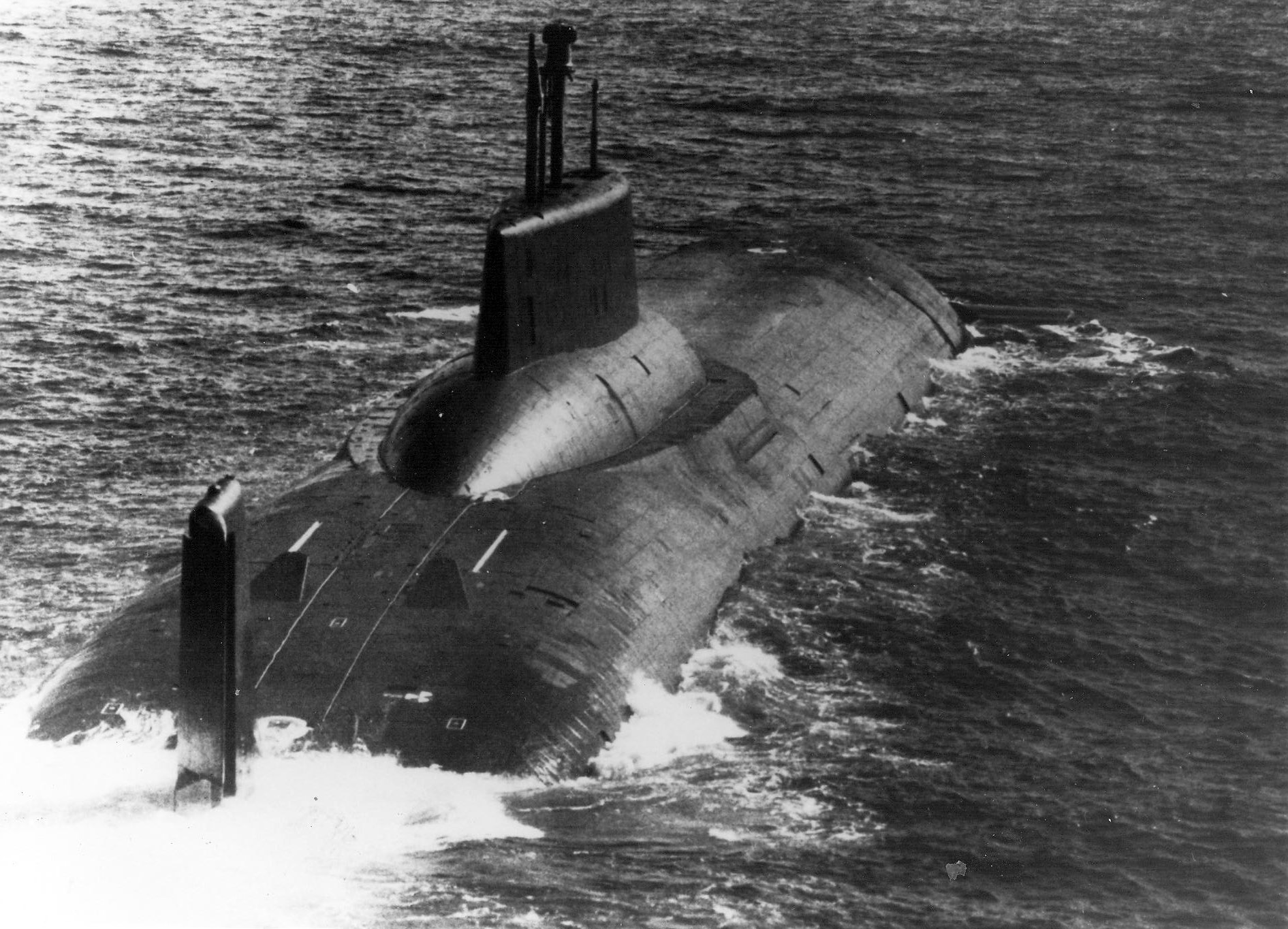
Советская подводная лодка проекта «Акула». Подлодки этого класса являются самыми большими в мире. Фотография 1985 года

После Второй мировой войны в развитии военно-морских сил большинства зарубежных государств и прежде всего США большое внимание уделялось созданию атомных подводных лодок несущих баллистические ракеты а также строительству авианосцев. Было проведено качественное изменение парка морской авиации.
На вооружение надводных кораблей начали поступать противокорабельные, противолодочные и зенитные ракеты. Атомные подводные лодки стали вооружаться стратегическими ракетами. Произошло насыщение кораблей и самолётов морской авиации разнообразными радиоэлектронными средствами.
Большое значение уделялось развитию сил и средств для поиска и уничтожения подводных лодок. В морской авиации стали широко внедряться противолодочные, десантные и другие типы вертолётов. Появились новые классы и типы кораблей: противолодочные и десантные вертолётоносцы, корабли и катера на подводных крыльях, корабли и катера на воздушной подушке и другие.
| Классы кораблей                                      | США | Великобритания | Франция | Федеративная Республика Германия | Италия | Япония |
| ---------------------------------------------------- | --- | -------------- | ------- | -------------------------------- | ------ | ------ |
| Подводные лодки — атомные с баллистическими ракетами | 41  | 4              | 3       | —                                | —      | —      |
| Подводные лодки — атомные торпедные                  | 65  | 8              | —       | —                                | —      | —      |
| Подводные лодки — дизельные торпедные                | 12  | 20             | 20      | 24                               | 11     | 15     |
| Авианосцы                                            | 15  | 1              | 2       | —                                | —      | —      |
| Крейсера                                             | 27  | 2              | 2       | —                                | 3      | —      |
| Фрегаты, эсминцы и корветы                           | 170 | 70             | 64      | 23                               | 32     | 65     |
| Десантные корабли и суда                             | 64  | 16             | 20      | 22                               | 4      | 3      |

### Современный этап

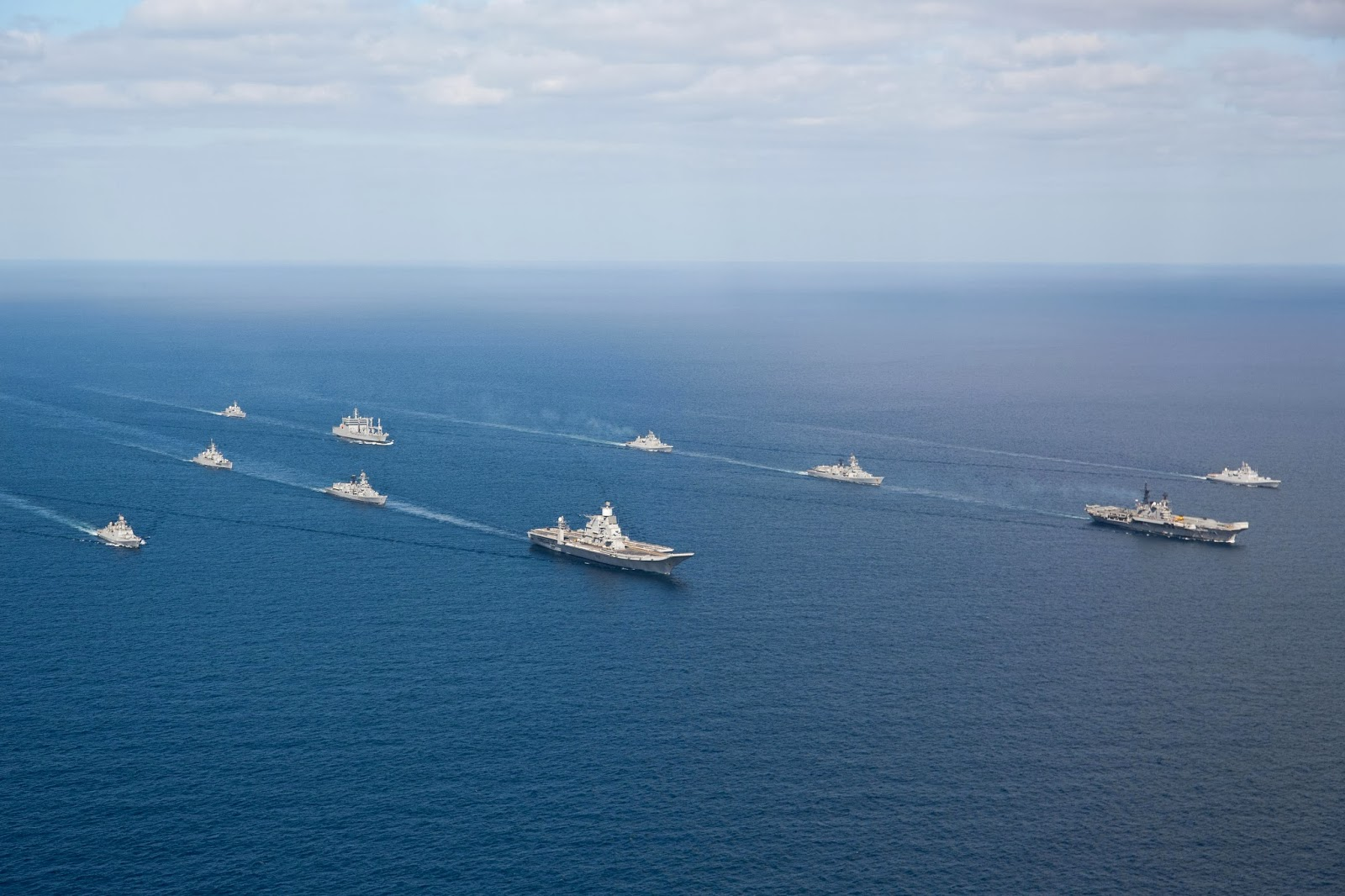
Походный строй авианосной группы ВМС Индии. В центре авианосец Викрамадитья
Аравийское море. Январь 2014 года

На современном этапе военно-морские силы таких крупных держав как США, Великобритания, Франция и Россия включают в себя:
- стратегические ядерные силы (атомные ракетные подводные лодки);
- силы общего назначения:
  - авианосцы;
  - многоцелевые подводные лодки;
  - эскортные корабли;
  - корабли огневой поддержки;
  - десантные корабли;
  - другие типы кораблей.
- авиация ВМС (морская авиация);
- морская пехота.

| Классы кораблей                                       | США     | Китай   | Россия  | Индия  | Южная Корея | Япония | Турция | Франция | Великобритания | Италия | Германия | Бразилия |
| ----------------------------------------------------- | ------- | ------- | ------- | ------ | ----------- | ------ | ------ | ------- | -------------- | ------ | -------- | -------- |
| Подводные лодки — атомные со стратегическими ракетами | 14      | 6       | 11      | 1      | —           | —      | —      | 4       | 4              | —      | —        | —        |
| Подводные лодки — атомные с крылатыми ракетами        | 4       | 6       | 7       | 1      | —           | —      | —      | 4       | 7              | —      | —        | —        |
| Подводные лодки — атомные многоцелевые                | 31      | —       | 10      | —      | —           | —      | —      | —       | —              | —      | —        | —        |
| Подводные лодки — дизельные торпедные                 | —       | 47      | 21      | 14     | 18          | 22     | 12     | —       | —              | 8      | 6        | 5        |
| Авианосцы (включая вертолётоносцы)                    | 11      | 2       | 1       | 2      | —           | 4      | —      | 1       | 2              | 2      | —        | —        |
| Крейсера                                              | 24      | 1       | 4       | —      | 3           | 3      | —      | —       | —              | —      | —        | —        |
| Фрегаты                                               | 21      | 46      | 15      | 17     | 14          | 6      | 16     | 18      | 13             | 12     | 7        | 8        |
| Патрульные корабли и корабли береговой охраны         | 83      | 179     | 125     | 170    | 84          | 6      | 45     | 20      | 25             | 16     | 5        | 44       |
| Эсминцы                                               | 68      | 31      | 11      | 10     | 6           | 38     | —      | 3       | 6              | 4      | 3        | —        |
| Десантные корабли и суда                              | 173     | 110     | 48      | 20     | 35          | 11     | 35     | 41      | 2              | 27     | 1        | 20       |
| Личный состав ВМС (человек)                           | 346 500 | 260 000 | 150 000 | 69 000 | 70 000      | 45 500 | 45 000 | 35 000  | 32 000         | 29 000 | 16 000   | 85 000   |

## Организация и управление ВМС

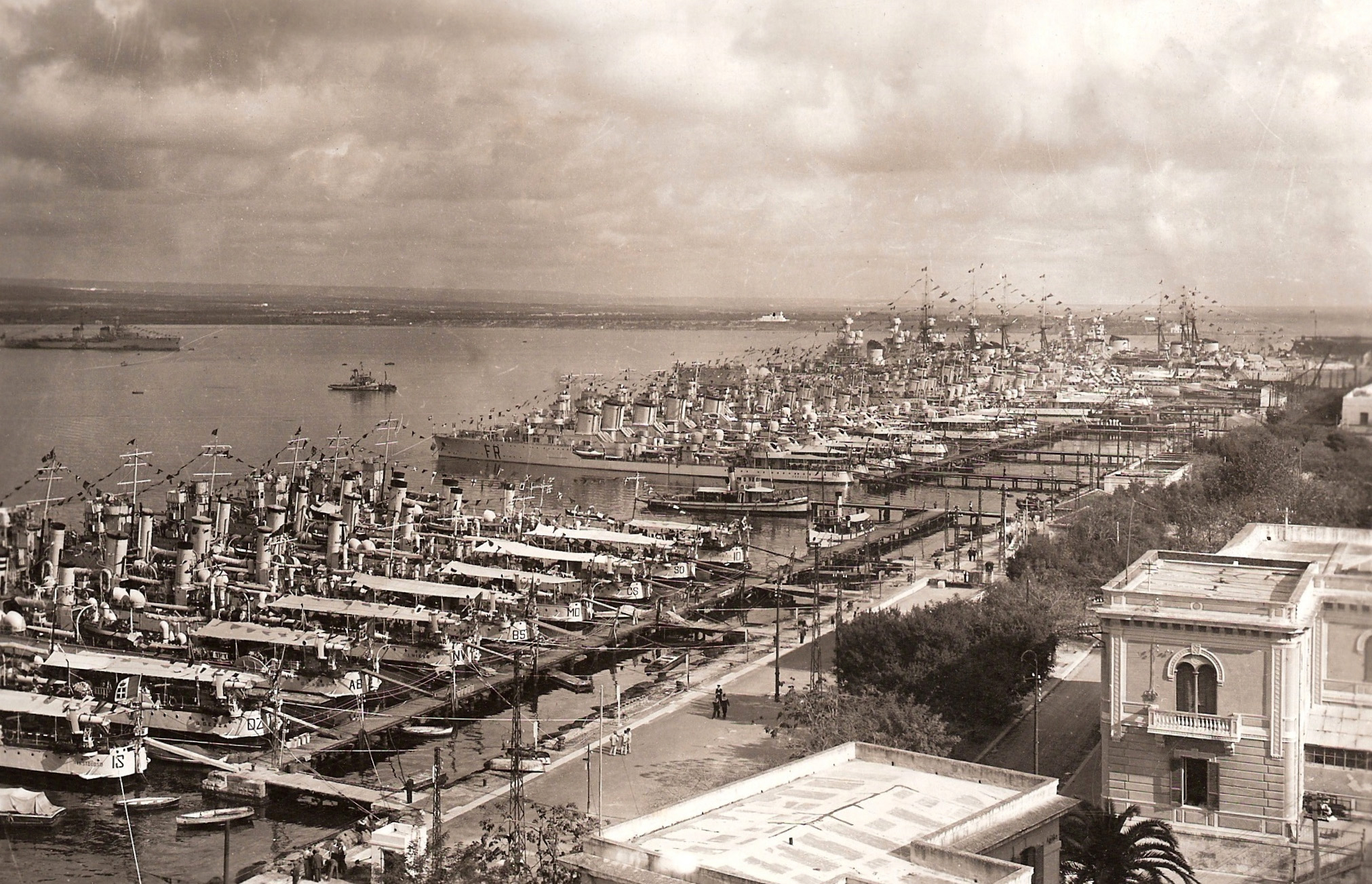
Военно-морская база ВМС Италии в Таранто. 1931 год.
Военно-морские базы являются главными организационными единицами (формированиями флота) на которых дислоцируются военно-морские силы государства

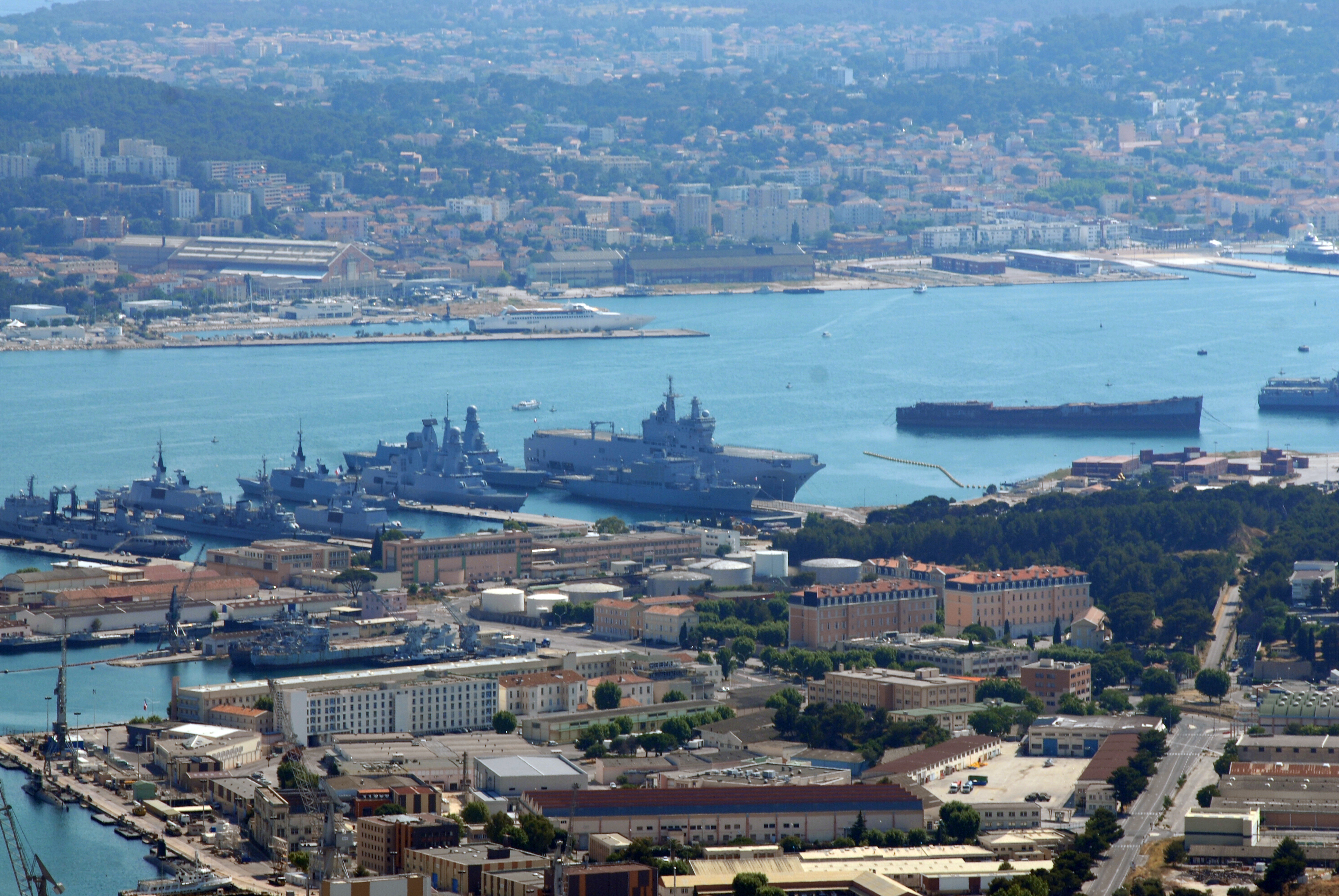
Военно-морская база Тулон — главная база надводных сил ВМС Франции.
Фото 2009 года

Карта расположения военно-морских баз Северного флота ВМФ России

Организация военно-морских сил как и управление силами зависят от географического положения государства, его масштабов и исторических традиций.

### ОрганизацияВМС
В организационном порядке военно-морские силы состоят из объединений, соединений, воинских частей, военно-учебных заведений и учреждений. В организации сил военного флота встречаются типы военных формирований характерные для сухопутных войск такие как:
- дивизион — первичное тактическое подразделение из однородных кораблей 2-го, 3-го и 4-го рангов;
- полк — встречается в морской авиации, морской пехоте, войсках береговой обороны;
- бригада — соединение состоящее из нескольких дивизионов кораблей. Так же встречаются в морской пехоте. Для соединений кораблей встречались только в ВМФ СССР и ВМФ России;
- дивизия — может состоять из нескольких подводных лодок, кораблей 1-го ранга или нескольких бригад кораблей.

Основными структурными единицами (формирования флота) являются военно-морские базы (сокращённо — ВМБ), на которых на постоянной основе дислоцируются силы флота. Военно-морские базы представляют собой обороняемые участки побережья с прилегающей к ним акваторией, оборудованные для стоянки и ремонта кораблей. В пределах одной военно-морской базы могут дислоцироваться несколько формирований кораблей и подводных лодок (дивизионов, бригад и дивизий), а также части береговой обороны и формирования боевого и тылового обеспечения находящиеся на суше (побережье).
Для таких крупных держав как Российская Федерация, США и СССР в прошлом, имеющих выход к нескольким океанам, либо Франции (имеющей множество заморских территорий в различных частях мира) характерно создание крупных региональных объединений ВМС.
К примеру Военно-морской флот СССР организационно состоял из следующих объединений:
- Балтийский флот;
- Северный флот;
- Черноморский флот;
- Тихоокеанский флот;
- Каспийская флотилия;
- Ленинградская военно-морская база[40].

Во главе ВМФ СССР стоял Главнокомандующий ВМФ СССР, одновременно занимавший пост заместителя министра обороны СССР и которому подчинялся Главный штаб и центральные управления ВМФ.
В организационном плане ВМС США состоят из двух высших региональных объединений — Тихоокеанского флота и Атлантического флота (переименован в 2006 году в Командование сил флота США). В свою очередь каждый из этих флотов состоит из нескольких объединений:
- Командование военно-морских сил США (бывший Атлантический флот) формирует:
  - 2-й флот (Северная Атлантика)
  - 4-й флот (Южная Атлантика, Карибское море и юго-восточная часть Тихого океана)
  - 6-й флот (Средиземное море).
- Тихоокеанский флот формирует:
  - 3-й флот (восточная и центральная часть Тихого океана)
  - 5-й флот (северо-западная часть Индийского океана)
  - 7-й флот (западная часть Тихого океана).

В организационном плане ВМС Франции состоит из следующих структур:
- Главный штаб ВМС
  - Стратегическое морское командование — ВМБ Брест. Управляет ядерными силами ВМС.
  - Командование родов ВМС:
    - Командование подводных сил — ВМБ Брест;
    - Командование надводных сил — ВМБ Тулон;
    - Командование морской авиации — ВМБ Тулон;
    - Командование сил специальных операций ВМС — ВМБ Лорьян;

  - Оперативные командования (ОК):
    - ОК на Атлантике;
    - ОК на Средиземном море;
    - ОК в зоне пролива Ла-Манш;
    - ОК в зоне Индийского океана;
    - ОК в зоне Тихого океана;

  - Военно-морские компоненты командований вооружённых сил вне метрополии в южной части Индийского океана — остров Реюньон, во Французской Полинезии, в Новой Каледонии, на Антильских островах, в Гвиане, в районе островов Зелёного Мыса.
  - Центральные управления
  - Инспекции
  - Военно-морские округа и районы:
    - Атлантический военно-морской округ;
    - Средиземноморский военно-морской округ;
    - Шербурский военно-морской район.

### УправлениеВМС
В целом, для военно-морских сил большинства государств характерно, что они возглавляются таким должностным лицом как командующий ВМС (в некоторых государствах — министр военно-морских сил или военно-морской министр), и управляются через главный штаб ВМС. Командующий военно-морскими силами подчиняется министру обороны государства. В подчинении командующего ВМС находятся начальники родов сил (надводные корабли, подводные лодки, морская авиация, морская пехота, береговая оборона и т. д.) и начальники служб, а также командующие региональными управлениями.
Существуют редкие прецеденты, когда в истории некоторых государств военно-морские силы исключались из состава общих вооружённых сил и выводились из подчинения министра обороны. Так в СССР в период с февраля 1950 года по март 1953 года, Военно-морской флот был выведен из подчинения Министерства вооружённых сил и находился в подчинении Военно-морского министерства СССР.

### Особенности организации и управления ВМС в некоторых государствах

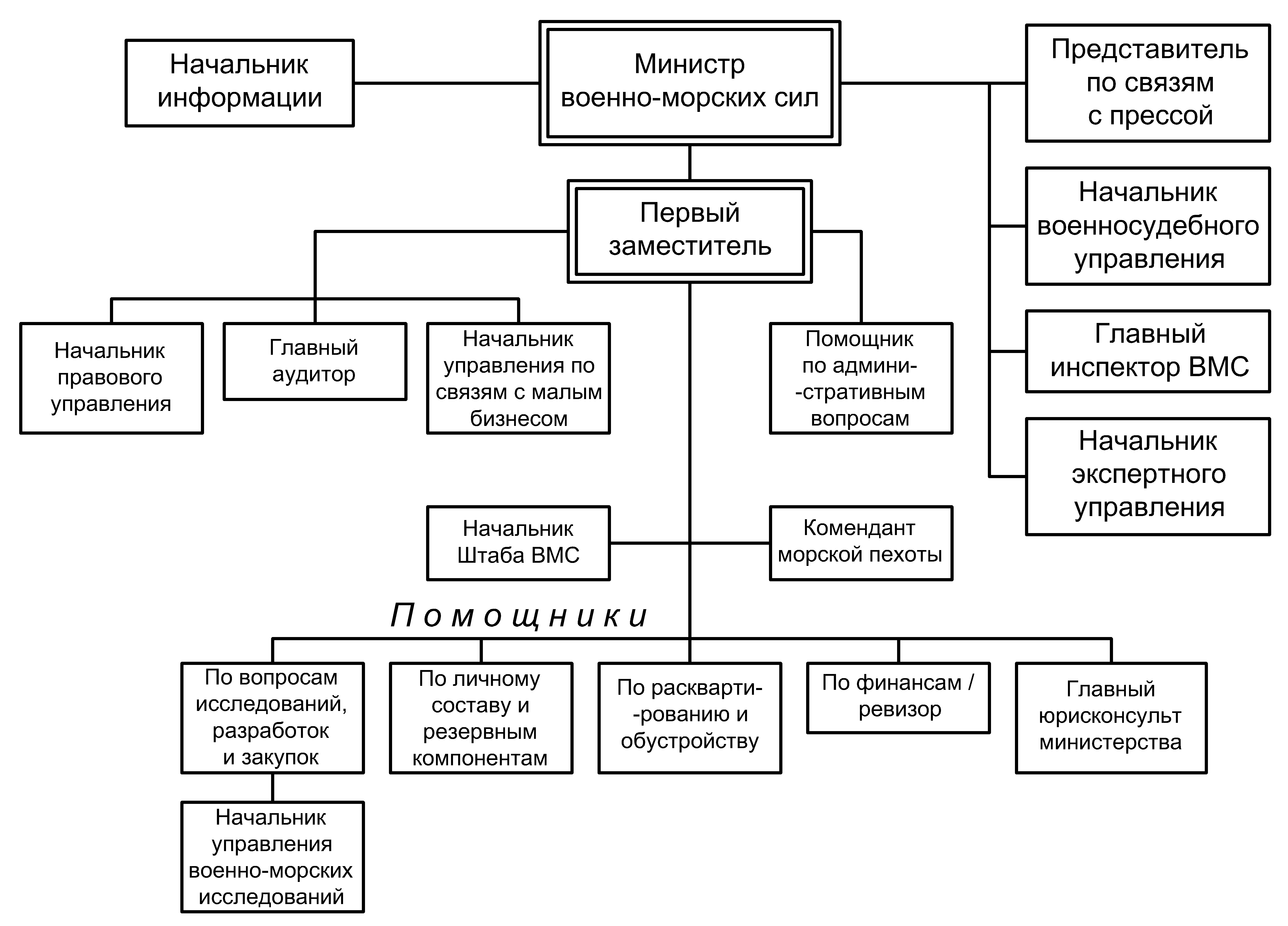
Схема организации аппарата Министра Военно-морских сил США

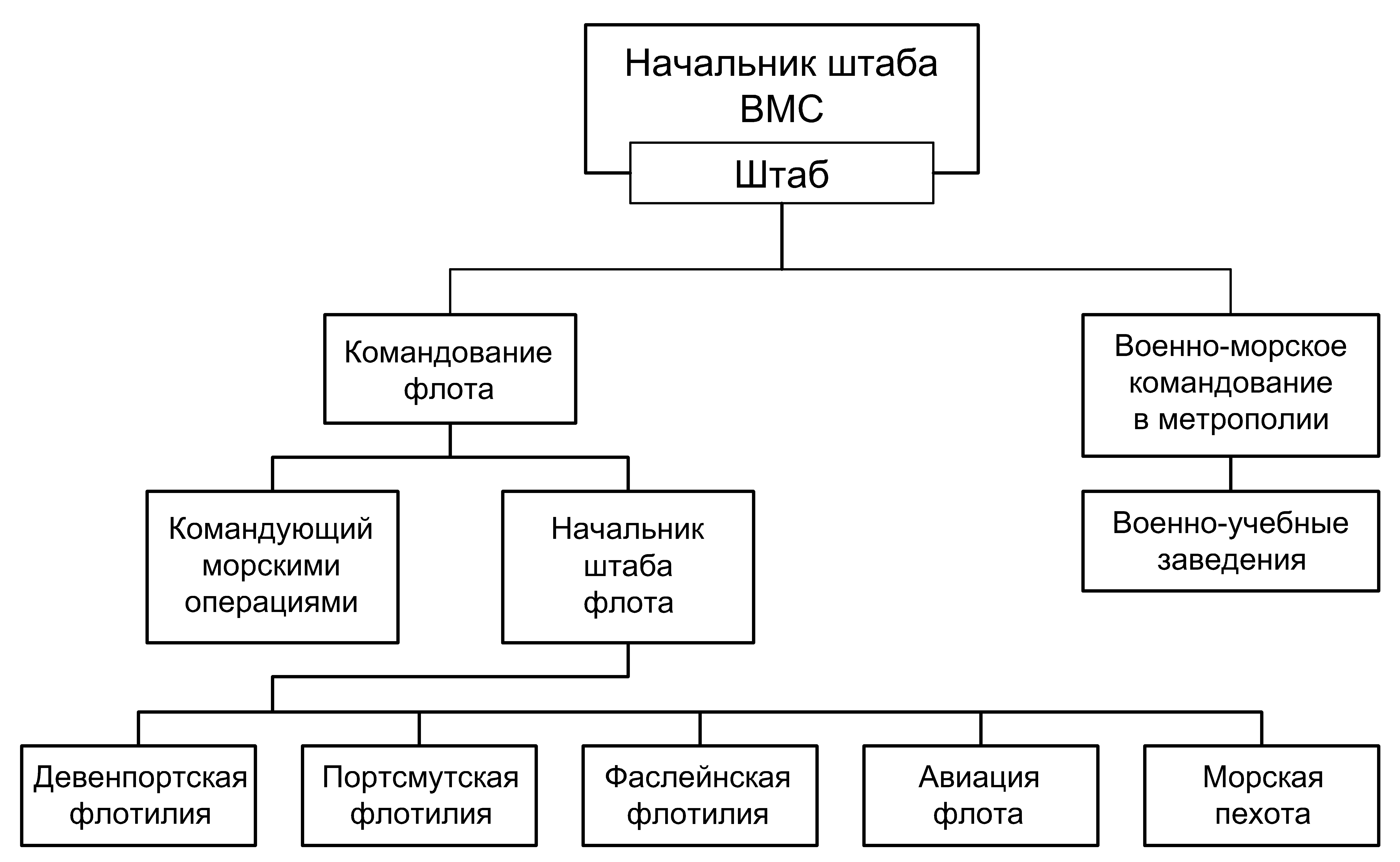
Схема структуры Военно-морских сил Великобритании

В некоторых государствах исторически сложились свои особенности в организации и управлении ВМС, отличающие их от подобных структур других государств.
К примеру в состав Береговых войск ВМФ России входят общевойсковые соединения (армейские корпуса) характерные по организации и вооружению для сухопутных войск. Данная традиция берёт начало с конца 1980-х годов, когда из Сухопутных войск СССР в состав всех четырёх флотов ВМФ СССР были переданы для усиления обороны побережья по одной мотострелковой дивизии, каждой из которых без изменений в организационно-штатной структуре, было присвоено наименование дивизия береговой обороны, которые экспертами считались как резервные дивизии морской пехоты.
В США такой род войск как морская пехота, не распределён как в ВМФ России по региональным объединениям (по флотам) — а выделен в отдельный род войск с собственным центральным командованием. То есть ВМС США состоят из двух раздельных структур — морской пехоты и флота (как совокупности всех военных кораблей).
В плане управления ВМС США подчиняются министру военно-морских сил, который осуществляет над ним административное руководство через начальника штаба ВМС и коменданта (корпуса морской пехоты). Начальнику штаба ВМС в административном отношении подчинены командующие Тихоокеанским и Атлантическим флотами. В оперативном отношении ВМС подчинены главнокомандующим объединённых командований Вооружённых сил США. Резервом ВМС является Береговая охрана США, подчинённая Министерству внутренней безопасности США и выполняющая функции пограничной службы на морских границах. При объявлении военного времени Береговая охрана США переходит в подчинение начальника штаба ВМС на правах отдельного командования.
В ВМС Великобритании Королевская морская пехота имеет статус рода войск (не отдельного) с наличием собственного центрального командования, и как в США не распределена по региональным флотским объединениям. Возглавляет её комендант морской пехоты (англ. Commandant General Royal Marines), который, в отличие от коменданта морской пехоты США, напрямую подчиняется начальнику штаба ВМС.
Командование военно-морскими службами осуществляет Первый морской лорд, как председатель Военно-морского комитета (аналог главного штаба ВМС). Совет обороны делегирует руководство Военно-морских сил в Адмиралтейский комитет Великобритании, главой которого является министр обороны Великобритании.

## Военно-морской флот стран, не имеющих выхода к морю

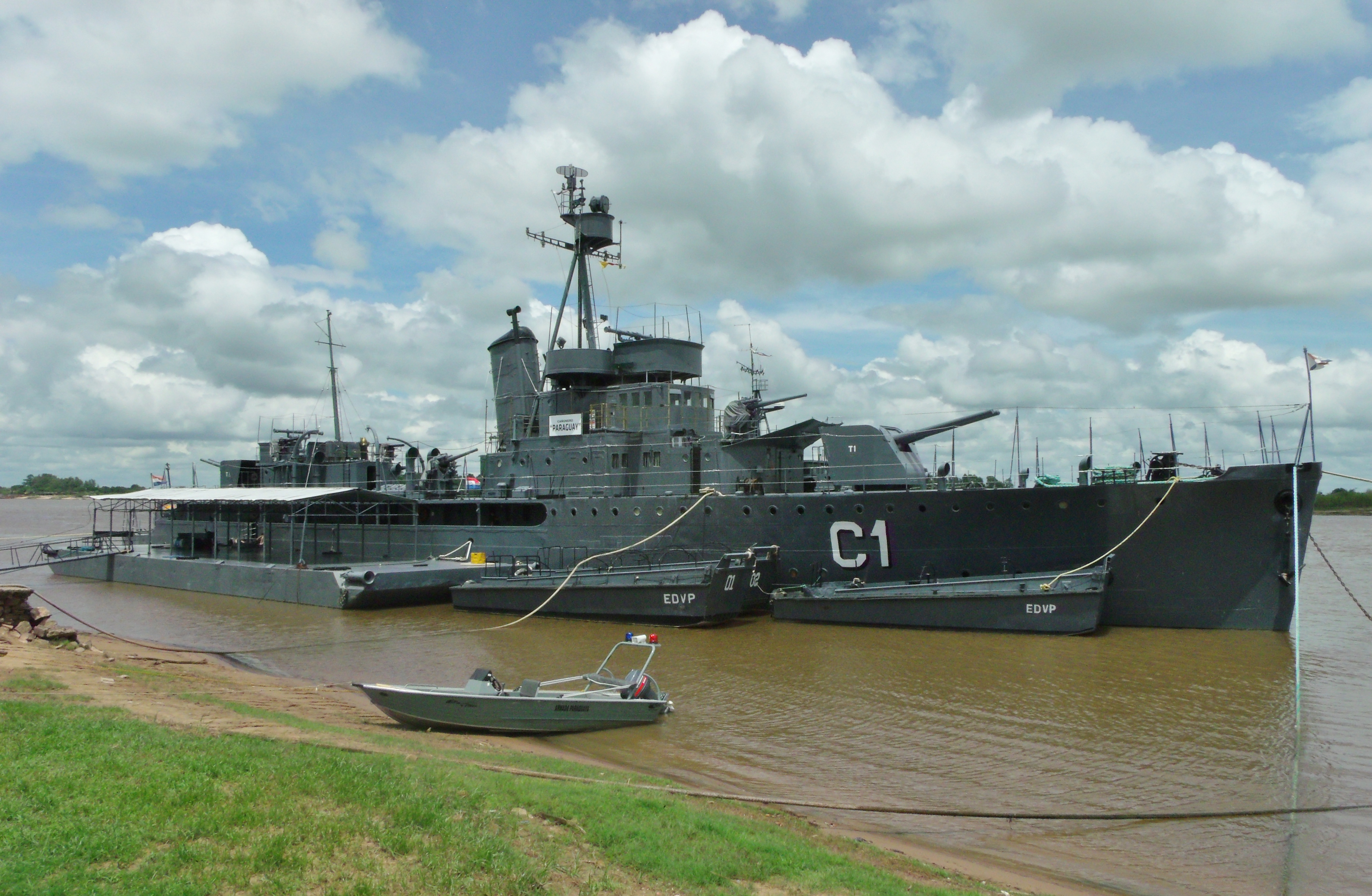
Сторожевой корабль «Парагвай (C-1)» из состава ВМС Парагвая на одной из пограничных рек.
Построен в 1930 году. Фото 2016 года

На современном этапе существует ряд государств, не имеющих выхода к Мировому океану, которые в составе своих вооружённых сил содержат военные корабли.
Военно-морские силы, либо военные организации с иными названиями, располагающие военными кораблями в этих государствах, в основном выполняют функцию охраны государственных границ проходящих по акваториям озёр и рек. Они выполняют патрулирование на сторожевых кораблях и катерах.
К таковым военно-морским силам и военным организациям с иными названиями относятся:
- Военно-морские силы Азербайджана — патрулируют акваторию юго-западной части Каспийского моря;
- Военно-морские силы Казахстана — патрулируют акваторию северо-восточной части Каспийского моря;
- Военно-морские силы Туркменистана — патрулируют акваторию юго-восточной части Каспийского моря;
- Военно-морские силы Боливии (исп. Fuerza Naval Boliviana) — состоят из речных и озёрных сил (Fuerza Fluvial y Lacustre), которые патрулируют озеро Титикака и крупные реки Боливии;
- Военно-морские силы Парагвая (исп. Armada Nacional de Paraguay)— патрулируют пограничные реки Парагвай и Парана.